# Wolfgang Amadeus Mozart
Johannes Chrysostomus Wolfgangus Theophilus Mozart (Salzburgo, 27 de enero de 1756-Viena, 5 de diciembre de 1791), más conocido como Wolfgang Amadeus Mozart, fue un compositor, pianista, director de orquesta y profesor de origen austriaco, del antiguo Arzobispado de Salzburgo (anteriormente parte del Sacro Imperio Romano Germánico, actualmente parte de Austria). Maestro del clasicismo, es considerado como uno de los músicos más influyentes y destacados de la historia.
La obra mozartiana abarca todos los géneros musicales de su época e incluye más de seiscientas creaciones, en su mayoría reconocidas como obras maestras de la música sinfónica, concertante, de cámara, para fortepiano, operística y coral, logrando una popularidad y difusión internacional.
En su niñez más temprana en Salzburgo, Mozart mostró una capacidad prodigiosa en el dominio de instrumentos de teclado y del violín. Con tan solo cinco años ya componía obras musicales y sus interpretaciones eran del aprecio de la aristocracia y realeza europea. A los diecisiete años fue contratado como músico en la corte de Salzburgo, pero su inquietud le llevó a viajar en busca de una mejor posición, siempre componiendo de forma prolífica. Durante su visita a Viena en 1781, tras ser despedido de su puesto en la corte, decidió instalarse en esta ciudad, donde alcanzó la fama que mantuvo el resto de su vida, a pesar de pasar por situaciones financieras difíciles. En sus años finales, compuso muchas de sus sinfonías, conciertos y óperas más conocidas, así como su Réquiem. Las circunstancias de su temprana muerte han sido objeto de numerosas especulaciones y elevadas a la categoría de mito.
Según críticos de música como Nicholas Till, Mozart siempre aprendía vorazmente de otros músicos y desarrolló un esplendor y una madurez de estilo que abarcó desde la luz y la elegancia, a la oscuridad y la pasión —todo bien fundado por una visión de la humanidad «redimida por el arte, perdonada y reconciliada con la naturaleza y lo absoluto»—. Su influencia en toda la música occidental posterior es profunda; Ludwig van Beethoven escribió sus primeras composiciones a la sombra de Mozart, de quien Joseph Haydn escribió que «la posteridad no verá tal talento otra vez en cien años».

## Biografía

### Familia e infancia

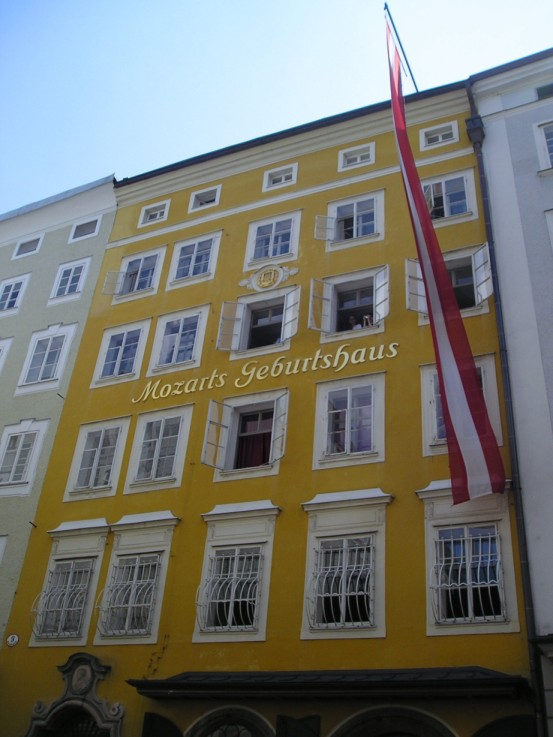
Casa natal de Mozart, en la calle Getreidegasse n.º 9, Salzburgo.

Wolfgang Amadeus Mozart nació el 27 de enero de 1756 en Salzburgo, en la actual Austria, que en esa época era un arzobispado independiente del Sacro Imperio Romano Germánico. Fue el último hijo de Leopold Mozart, músico al servicio del príncipe arzobispo de Salzburgo. Leopold era el segundo maestro de capilla en la corte del arzobispo aunque fue un experimentado profesor. Su madre se llamaba Anna Maria Pertl. Debido a la altísima mortalidad infantil en la Europa de la época, de los siete hijos que tuvo el matrimonio solo sobrevivieron Maria Anna, apodada cariñosamente Nannerl, y Wolfgang Amadeus. Fue bautizado en la catedral de San Ruperto el día después de su nacimiento con los nombres de Joannes Chrysostomus Wolfgangus Theophilus Mozart; a lo largo de su vida firmaría con diversas variaciones sobre su nombre original, siendo una de las más recurrentes «Wolfgang Amadè Mozart».
La casa natal de Mozart se encuentra en la Getreidegasse de la ciudad de Salzburgo. Se trata de una casa que actualmente cuenta con una gran cantidad de objetos de la época e instrumentos que pertenecieron a Mozart durante su niñez. Es uno de los lugares más visitados de Salzburgo y una especie de santuario para músicos y aficionados a la música de todo el mundo.
Leopold componía y daba clases de música. El año del nacimiento de Wolfgang publicó un exitoso tratado para la interpretación del violín titulado Versuch einer gründlichen Violinschule. Después del nacimiento de Wolfgang abandonó todo, salvo las tareas propias de su cargo, para dedicarse de manera exclusiva a la formación de su hijo. Fue exigente como padre y como profesor y en todo momento estuvo al tanto de la formación de Wolfgang, para guiarlo como hombre y como artista.
Nannerl y Wolfgang Amadeus mostraron desde muy pequeños facultades para la música. Nannerl comenzó a recibir clases de teclado con su padre cuando tenía siete años, y su hermano, cuatro años y medio menor que ella, la miraba evidentemente fascinado. Años después de la muerte de su hermano, ella rememoró:

A menudo pasaba mucho tiempo en el teclado, eligiendo terceras, que a él siempre le sorprendían y mostraba con placer que el sonido le gustaba. [...] En su cuarto año de edad, su padre comenzó a enseñarlo, como un juego, a interpretar unos minuetos y otras piezas en el teclado. [...] Podría tocarlo impecablemente y con la mayor delicadeza y manteniendo exactamente el tempo. [...] a la edad de cinco años ya componía pequeñas piezas, que interpretaba para su padre, al que estaban dedicadas.

Retrato de Wolfgang Amadeus Mozart pintado por encargo de Leopold Mozart en 1763. El autor es desconocido aunque posiblemente fuera Pietro Antonio Lorenzoni.

Entre esas pequeñas piezas se encuentran el Andante para teclado en do mayor, Köchel Verzeichnis (KV) 1a, y el Allegro para teclado en do mayor, KV 1b.
Cuando Wolfgang Amadeus tenía cuatro años tocaba el clavicordio y componía pequeñas obras de considerable dificultad; a los seis, tocaba con destreza el clavecín y el violín. Podía leer música a primera vista, tenía una memoria prodigiosa y una inagotable capacidad para improvisar frases musicales.
Definitivamente no era un niño común. Su progenitor era un hombre inteligente, orgulloso y religioso. Creía que los dones musicales de su hijo eran un milagro divino que él, como padre, tenía la obligación de cultivar. Cuando el niño iba a cumplir seis años de edad, Leopold decidió exhibir las dotes musicales de sus hijos ante las principales cortes de Europa. Según los primeros biógrafos de Wolfgang, su padre «quiso compartir con el mundo el milagroso talento de su hijo...». Leopold creyó que proclamar este milagro al mundo era un deber hacia su país, su príncipe y su Dios, por lo que tenía que mostrarlo a la alta sociedad europea, ya que de otra manera él sería la criatura más ingrata.
El biógrafo Maynard Solomon afirma que mientras Leopold era un profesor fiel a sus hijos, existen evidencias de que Wolfgang trabajaba duramente para avanzar más allá de lo que le enseñaban. Su primera composición impresa y sus esfuerzos precoces con el violín fueron por iniciativa propia y Leopold se vio fuertemente sorprendido. Padre e hijo tenían una relación muy estrecha y estos logros de niñez hicieron llorar de alegría a Leopold más de una vez.
Finalmente Leopold dejó de componer cuando el excepcional talento musical de su hijo se hizo evidente. Él era el único profesor de Wolfgang en sus primeros años y le enseñó música, así como el resto de asignaturas académicas.

### Años de viajes

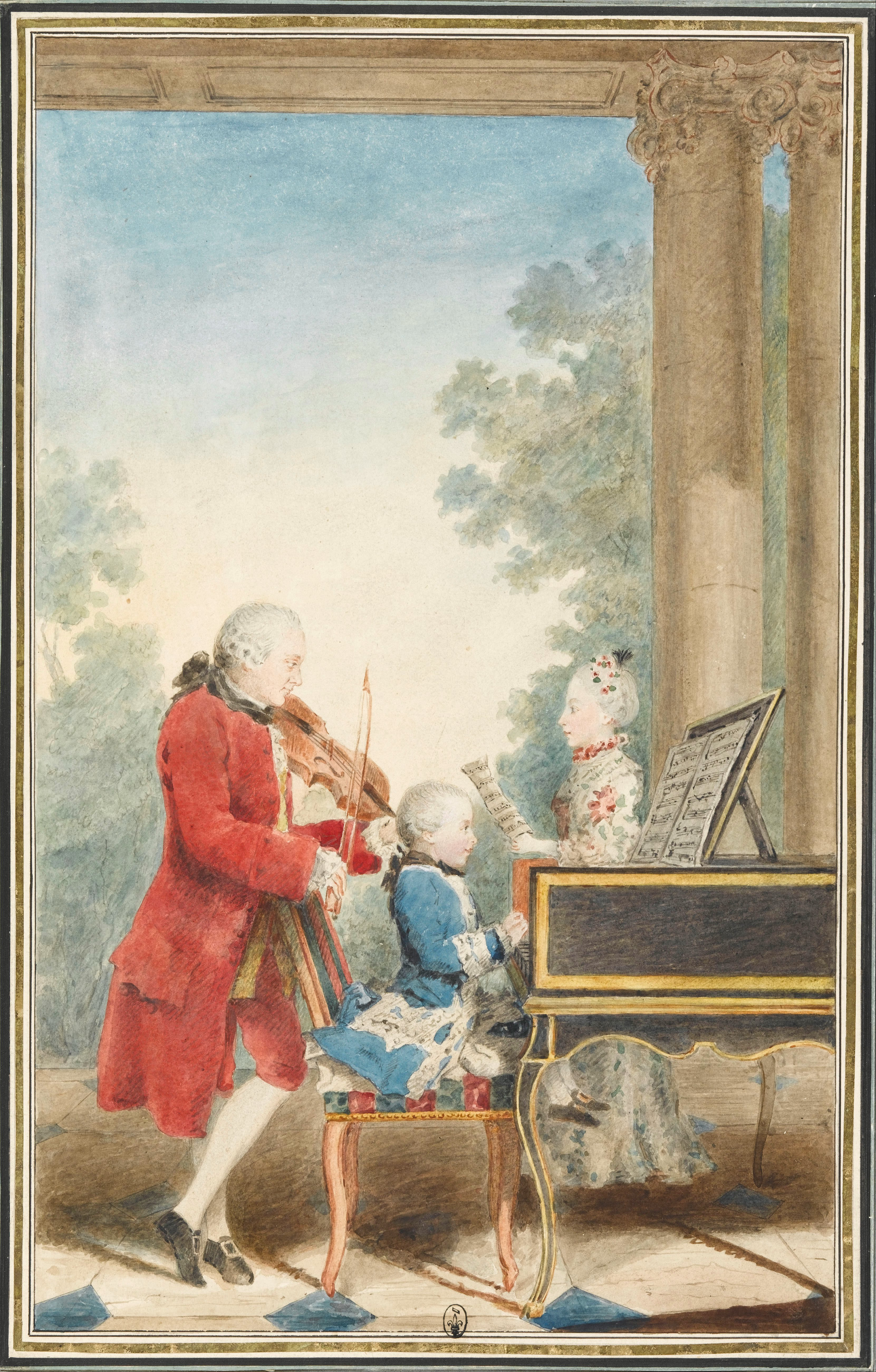
La familia Mozart durante su viaje: Leopold interpretando el violín; Wolfgang Amadeus al clavecín y Nannerl, cantando. Acuarela de Louis Carrogis Carmontelle hacia 1763.

Durante los años en los que Mozart se estaba formando su familia realizó varios viajes por Europa, en los cuales mostraban a él y a su hermana Nannerl como niños prodigio. El 12 de enero de 1762 la familia entera partió hacia Múnich, comenzando con una exhibición en la corte del príncipe elector de Baviera Maximiliano III y más tarde en el mismo año en la corte imperial de José II de Habsburgo en Viena y Praga. La permanencia en la ciudad de Viena, uno de los principales centros de la música en esa época, culminó con dos recitales ante la familia imperial en el palacio de Schönbrunn. El pequeño Wolfgang causaba sensación en cada concierto, aunque el dinero recolectado en este viaje no fue tanto como los elogios recibidos. Podría decirse que este fue un viaje de prueba para Leopold. El 5 de enero de 1763 la familia Mozart retornó a Salzburgo; el viaje había durado poco menos de un año.
El 9 de junio de 1763 iniciaron una larga gira de conciertos que duró tres años y medio, en la que la familia se desplazó a las cortes de Múnich, Mannheim, París, Londres, La Haya, otra vez a París y volvieron a casa pasando por Zúrich, Donaueschingen y Múnich, cosechando grandes éxitos. Durante este viaje, Mozart conoció a un gran número de músicos y las obras de otros compositores, en particular a Johann Christian Bach, a quien Mozart visitó en Londres en 1764 y 1765. Bach fue una influencia importante para el joven compositor. La familia regresó a Viena a finales de 1767 y permaneció en la ciudad hasta diciembre del año siguiente. En Viena fueron llamados al palacio por la madre del emperador, María Teresa, quien quedó encantada con el niño Wolfgang Amadeus hasta el punto de que incluso lo sentó en su regazo y lo besó.
En Versalles los Mozart tocaron ante el monarca Luis XV. La anécdota fue que en esa ocasión la amante del rey, la altiva Madame de Pompadour, no permitió que el niño Wolfgang la abrazara por temor a que se estropeara su traje. En Londres causaron la admiración del rey Jorge III y durante este viaje el joven músico compuso su Primera Sinfonía (en mi bemol mayor, KV 16). En los Países Bajos deslumbró tocando el órgano y compuso su primer oratorio (Die Schuldigkeit des ersten Gebotes, KV 35) a los nueve años.
A menudo estos viajes eran duros debido a los rudimentarios medios de transporte de aquel tiempo, la necesidad de esperar pacientemente las invitaciones y el pago de las actuaciones por parte de la nobleza y las largas enfermedades, algunas casi mortales, padecidas lejos de su hogar: en primer lugar enfermó Leopold, en el verano de 1764 durante su estancia en Londres, y luego enfermaron ambos niños en La Haya durante el otoño de 1765.
La familia regresó a Salzburgo el 30 de noviembre de 1766. Después de un año en la ciudad, Leopold y Wolfgang viajaron a Italia, dejando en casa a la madre de Wolfgang y a su hermana. Estos viajes duraron de diciembre de 1769 a marzo de 1771 y, al igual que los primeros viajes que realizaron, tenían como objetivo mostrar las capacidades del joven como intérprete y como compositor que maduraba rápidamente. Mozart conoció en Bolonia a Giovanni Battista Martini, importante teórico de la música en aquel tiempo y por quien Mozart siempre guardó un gran afecto, y fue aceptado como miembro de la Academia Filarmónica de Bolonia, considerada el centro de erudición musical de la época. El ingreso de Mozart en la Academia fue extraordinario, ya que aún le faltaba mucho para los veinte años, edad mínima exigida por el reglamento.

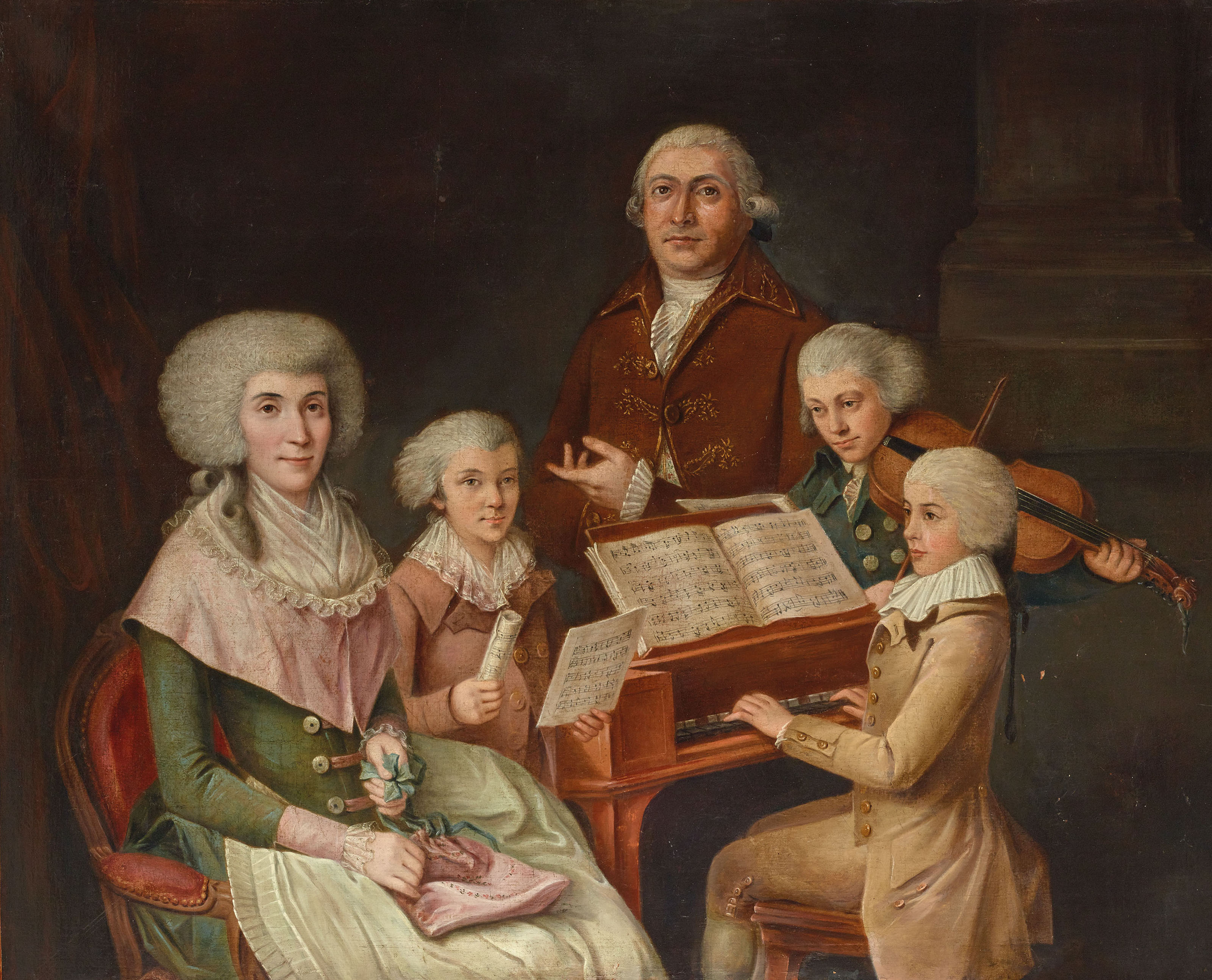
Wolfgang tocando el clavicordio y Thomas Linley (de la misma edad), el violín, durante su estancia en Florencia, en 1770.

Llegaron a Roma el 11 de abril de 1770, donde escuchó el Miserere, de Gregorio Allegri, una vez durante una representación en la Capilla Sixtina. Esta obra tenía carácter secreto, pues solo podía interpretarse en dicho lugar y la publicación de su partitura estaba prohibida bajo pena de excomunión. Sin embargo, apenas llegado a la posada donde se alojaba, el joven compositor escribió de memoria una versión muy aproximada de la partitura completa. El papa Clemente XIV, admirado del talento del músico de 14 años, no solo no lo excomulgó, sino que lo nombró Caballero de la Orden de la Espuela de Oro.
En Milán Mozart escribió la ópera Mitridate, re di Ponto (KV 87, 1770), que fue interpretada con éxito. Esto supuso el encargo de dos nuevas óperas y Wolfgang y Leopold volvieron dos veces más a Milán (desde diciembre de 1771 hasta agosto de 1772 y desde octubre de ese mismo año hasta marzo de 1773) para la composición y los estrenos de Ascanio in Alba (KV 111, 1771) y Lucio Silla (KV 135, 1772). Leopold esperaba que estas visitas consiguieran una contratación profesional para su hijo en Italia, pero sus esperanzas nunca se cumplieron. Hacia el final del último viaje a Italia, Mozart escribió la primera de sus obras más famosas y que todavía es interpretada extensamente en la actualidad, el motete Exsultate, jubilate, KV 165.
Cada representación del joven Wolfgang Amadeus era una exhibición de su virtuosismo con el clavecín y el violín (se cuenta que ya en esa época podía tocar el teclado con los ojos vendados), y maravillaba a los espectadores improvisando sobre cualquier tema que le proponían.

### La corte de Salzburgo

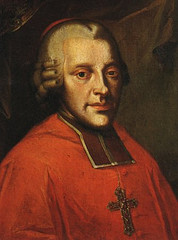
La relación de Mozart con su patrón el arzobispo de Salzburgo, Hieronymus von Colloredo, fue bastante turbulenta por sus continuas discusiones y desembocó en la renuncia del compositor y su marcha a la ciudad de Viena.

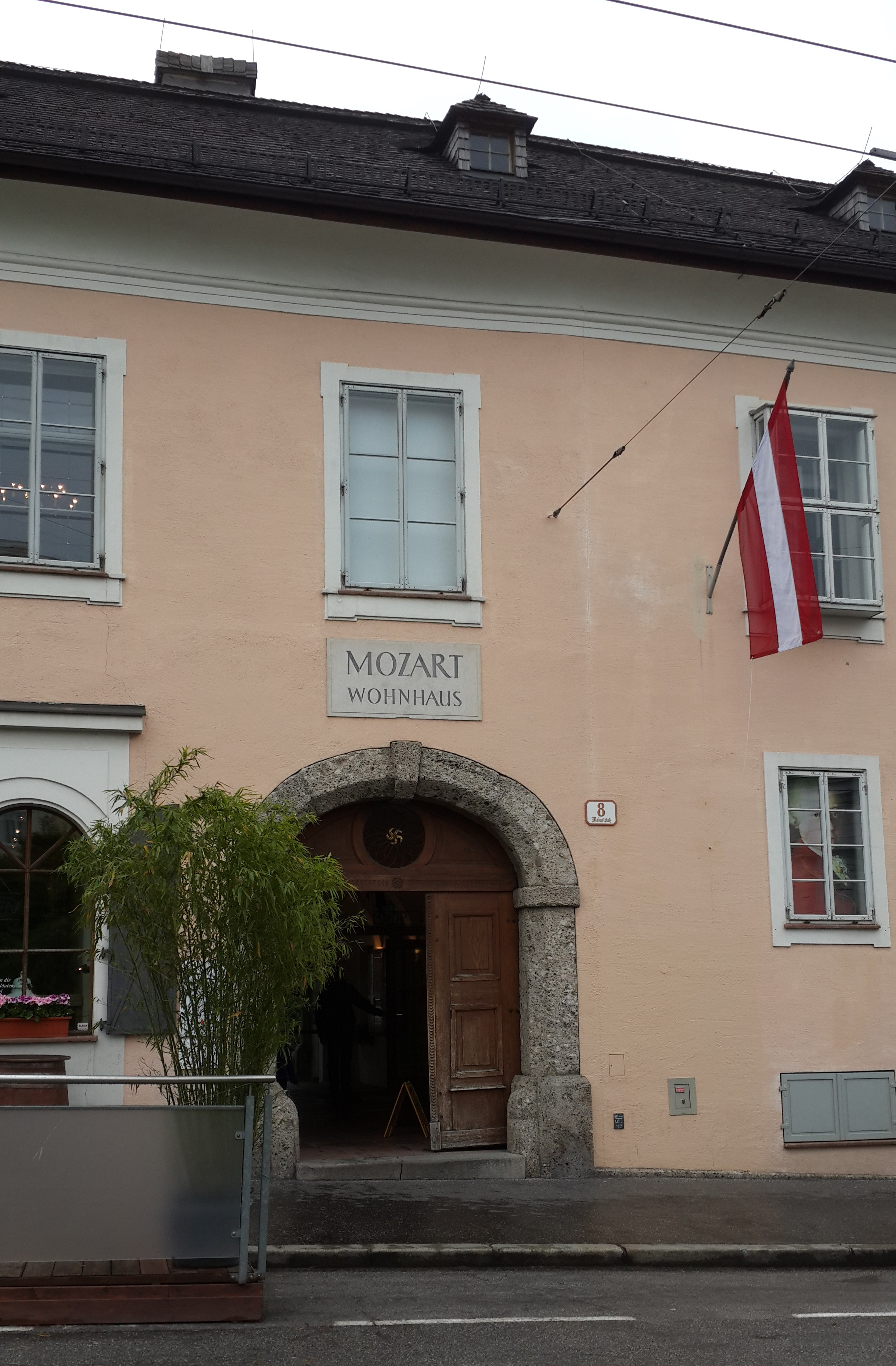
La casa de la familia Mozart desde 1773 en Salzburgo y ahora museo; conocida como Tanzmeisterhaus. Wolfgang vivió allí hasta 1781, y su padre, Leopold, hasta su muerte en 1787.

Mozart y su padre volvieron definitivamente a Salzburgo el 13 de marzo de 1773. Allí se enteraron de la muerte del príncipe-arzobispo Sigismund von Schrattenbach, quien siempre los había apoyado. Comenzó entonces una nueva etapa, mucho más difícil, en la que Hieronymus von Colloredo, el nuevo príncipe-arzobispo de Salzburgo, se mostró autoritario e inflexible con el cumplimiento de las obligaciones impuestas a sus subordinados. Mozart era hijo predilecto de la ciudad, en la que tenía muchos amigos y admiradores, y tuvo la oportunidad de trabajar en numerosos géneros musicales, incluyendo sinfonías, sonatas, cuartetos de cuerdas, serenatas, divertimentos, mucha música sacra y algunas óperas menores. Varias de estas primeras obras aún son interpretadas. Entre abril y diciembre de 1775, Mozart desarrolló un entusiasmo por los conciertos para violín, produciendo una serie de cinco conciertos (los únicos que escribiría en su vida), incrementando constantemente su sofisticación musical. Los últimos tres (KV 216, KV 218 y KV 219) son ahora básicos en el repertorio de este instrumento. En 1776 centró sus esfuerzos en los conciertos para piano y orquesta (de los cuales compondría un total de 27), culminando en el Concierto para piano y orquesta n.º 9 en mi bemol mayor (KV 271, llamado Jeunehomme) a principios de 1777, considerado por los críticos el punto de inflexión de su obra.
A pesar de estos éxitos musicales y de ser confirmado en su puesto de maestro de conciertos (Konzertmeister), Mozart estaba cada vez más descontento con su situación en Salzburgo y redobló sus esfuerzos para establecerse en cualquier otro sitio. Uno de los motivos de dicho descontento fue su bajo salario, 150 florines por año, pero también necesitaba mucho tiempo para componer sus óperas y la ciudad en raras ocasiones se lo permitía. La situación empeoró en 1775 cuando el teatro de la corte fue clausurado, especialmente desde que el otro teatro de Salzburgo fue reservado principalmente para las compañías visitantes.
Leopold y Wolfgang realizaron dos largas expediciones en busca de trabajo durante su larga estancia en Salzburgo. Visitaron Viena desde el 14 de julio al 26 de septiembre de 1773 y Múnich desde el 6 de diciembre de 1774 hasta marzo de 1775. Estas visitas no tuvieron éxito, aunque el viaje a Múnich tuvo una gran acogida popular con el estreno de la ópera La finta giardiniera (KV 196) y el viaje a Viena fue positivo para su arte, ya que conoció el nuevo estilo vienés a través de la música de Joseph Haydn.

### Viaje a París

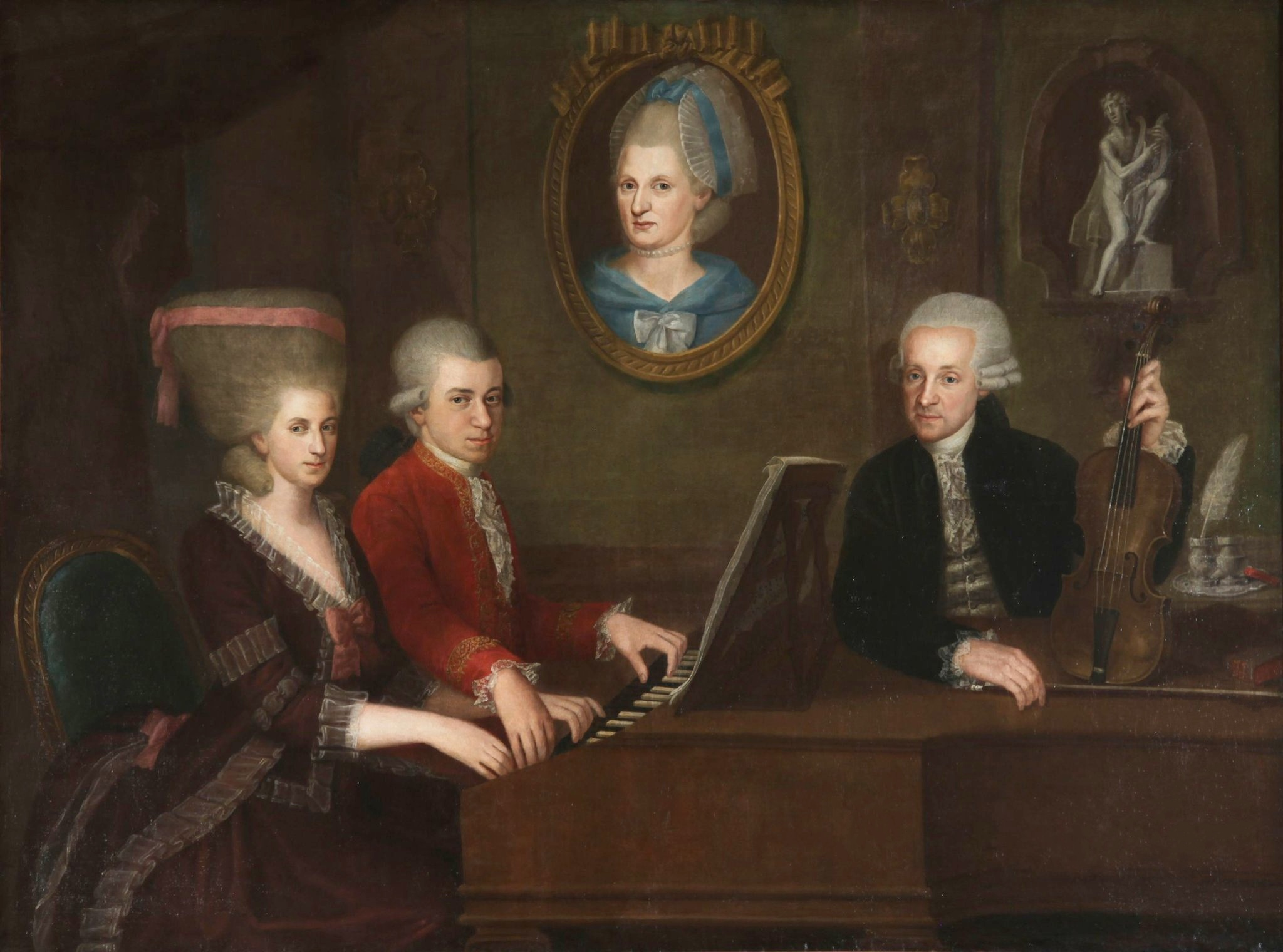
Retrato de la familia Mozart hacia 1780, obra de Johann Nepomuk della Croce. De izquierda a derecha, Nannerl, Wolfgang y Leopold. El retrato de la pared es de Anna Maria, la madre de Mozart, que falleció en 1778.

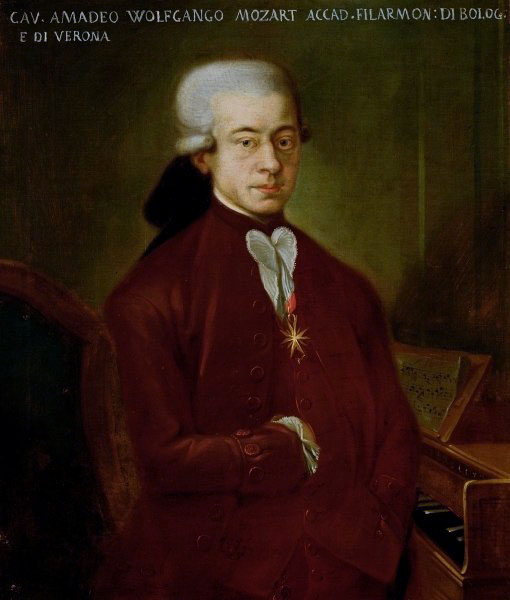
Retrato de Mozart llevando la insignia de la Orden de la Espuela de Oro, recibida en 1770 de manos del papa Clemente XIV en Roma. La pintura es una copia de 1777 de una obra ahora perdida.

Mozart trabó relación con los miembros de la famosa orquesta de Mannheim, la mejor de Europa en esa época. Esta orquesta era conocida porque, de una manera muy característica y especial, exageraban de manera muy explícita la diferencia entre los pasajes suaves y los fuertes. Este estilo se difundió como «estilo de Mannheim» y pocas décadas después sería una característica principal de la música del Romanticismo. También se enamoró de Aloysia Weber, una de las cuatro hijas de la familia Weber, a la que conoció durante una escala en Múnich. En Mannheim había algunas perspectivas de conseguir empleo, pero no encontraron nada y los Mozart se marcharon a París el 14 de marzo de 1778 para continuar su búsqueda. Allí su suerte apenas mejoró. En una de sus cartas a casa insinúa la posibilidad de establecerse como organista en Versalles, pero Mozart no estaba demasiado interesado con este nombramiento. Su situación económica era delicada hasta el punto de que debido a las deudas tuvo que empeñar objetos de valor. El peor momento de su viaje fue cuando la madre de Mozart enfermó y falleció el 3 de julio de 1778. Probablemente se demoraron demasiado en llamar a un médico, según Halliwell, por la falta de fondos.
Durante la estancia de Wolfgang en París, Leopold seguía buscando enérgicamente oportunidades para la vuelta de su hijo a Salzburgo y con el apoyo de la nobleza local asegurarle una mejor posición como organista y primer violinista de la corte. El salario anual ascendía a 450 florines, pero Wolfgang era reacio a aceptarlo y después de marcharse de París el 26 de septiembre de 1778 se detuvo en Mannheim y Múnich, todavía con la esperanza de obtener un nombramiento fuera de Salzburgo. En Múnich se volvió a encontrar con Aloysia, convertida en una exitosa cantante, pero ella le dejó claro que no estaba interesada en él.
Finalmente, Wolfgang regresó a su hogar el 15 de enero de 1779 y aceptó el nuevo puesto, pero su descontento con Salzburgo no había disminuido. La Sonata para piano n.º 8 en la menor (KV 310) y la Sinfonía n.º 31 en re mayor (KV 297, llamada París) están entre las obras más conocidas de la estancia de Mozart en París, donde fueron ejecutadas el 12 y 18 de junio de 1778, respectivamente.

### Marcha a Viena

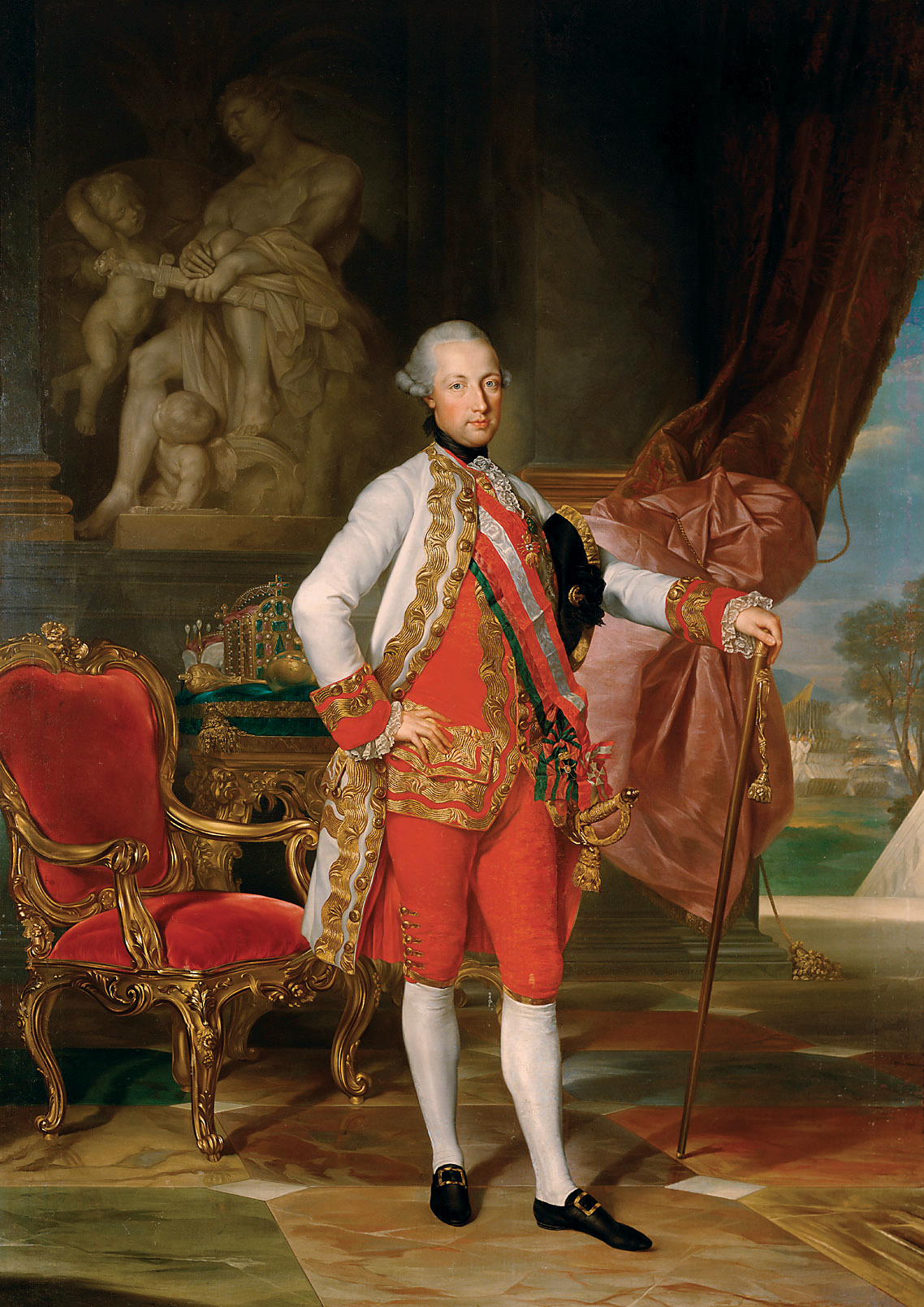
Mozart acudió a las celebraciones del acceso al trono austriaco de José II de Habsburgo como emperador que tuvieron lugar en Viena.

En enero de 1781, se estrenó en Múnich la ópera Idomeneo, re di Creta (KV 366) de Mozart con un «considerable éxito» y en marzo, el compositor fue llamado a Viena, donde su patrón el arzobispo Colloredo acudió a las celebraciones del acceso al trono austriaco de José II de Habsburgo como emperador. Mozart, fortalecido por los elogios recibidos en Múnich, se sintió ofendido cuando Colloredo lo trató como a un mero sirviente y particularmente cuando el arzobispo le prohibió tocar ante el Emperador en casa de la condesa Maria Wilhelmine Thun, actuación por la que hubiera recibido unos honorarios iguales a la mitad del salario anual que cobraba en Salzburgo.
El enfrentamiento llegó en mayo, cuando Mozart se negó a llevar un paquete enviado por Colloredo a Salzburgo. Ante su negativa de convertirse en mensajero, Mozart es insultado por su patrón y el compositor, de forma audaz, lo interrumpe en medio de su ira: «¿Su Gracia no está conforme conmigo?». La respuesta de Colloredo fueron más improperios y se cerró con un «¡vete ya!». Mozart intentó dimitir de su puesto presentando su dimisión al auxiliar del arzobispo, el conde Arco, pero el arzobispo la rechazó. Le concedieron un permiso el mes siguiente, pero de forma insultante. Días más tarde, cuando Mozart intentaba entregar personalmente a Colloredo un último «memorial», el conde Arco le cerró el paso en la antecámara del arzobispo, produciéndose otra escena violenta, y el compositor fue expulsado literalmente «con una patada en el culo».
La discusión con el arzobispo fue muy dura para Mozart porque su padre se posicionó en su contra, ya que esperaba fervientemente que siguiera obedientemente a Colloredo en su vuelta a Salzburgo. Leopold intercambió cartas con su equivocado hijo, urgiéndole a reconciliarse con su patrón, pero Wolfgang defendió apasionadamente sus intenciones de emprender una carrera independiente en Viena. El debate finalizó cuando Mozart renunció a su puesto, liberándose de las demandas de un patrón opresivo y un padre demasiado solícito. Solomon caracteriza la dimisión de Mozart como un «paso revolucionario» que alteró enormemente el curso de su vida. En Viena, Mozart se había dado cuenta de algunas buenas oportunidades y decidió instalarse allí como intérprete y compositor independiente.

### Primeros años en Viena
La nueva carrera de Mozart en Viena tuvo un buen comienzo. A menudo realizaba interpretaciones como pianista, destacando en una competición ante el Emperador con Muzio Clementi el 24 de diciembre de 1781 y pronto se «consolidó como el mejor intérprete de teclado de Viena». También prosperó como compositor y en 1782 completó la ópera El rapto en el serrallo (Die Entführung aus dem Serail, KV 384), que fue estrenada el 16 de julio de ese mismo año y obtuvo una enorme aclamación. Además daría inicio al género operístico conocido como singspiel u ópera alemana, en un momento en que el italiano era el idioma más habitual para la ópera. La obra fue pronto interpretada «a través de la Europa de habla germana» y consolidó plenamente la reputación de Mozart como compositor. Como anécdota, el emperador José II comentó al final del estreno de la ópera: «Música maravillosa para nuestros oídos, verdaderamente creo que tiene demasiadas notas», a lo que el compositor contestó: «Exactamente, ¿cuántas son menester?».
A pesar de que Mozart aún no lograba su madurez y profundidad definitiva, en esta obra se expresa quizá por primera vez la dimensión dramática que se aprecia en las posteriores óperas del compositor de Salzburgo. Esta ópera le dio a Mozart el mayor éxito teatral que conocería en vida.

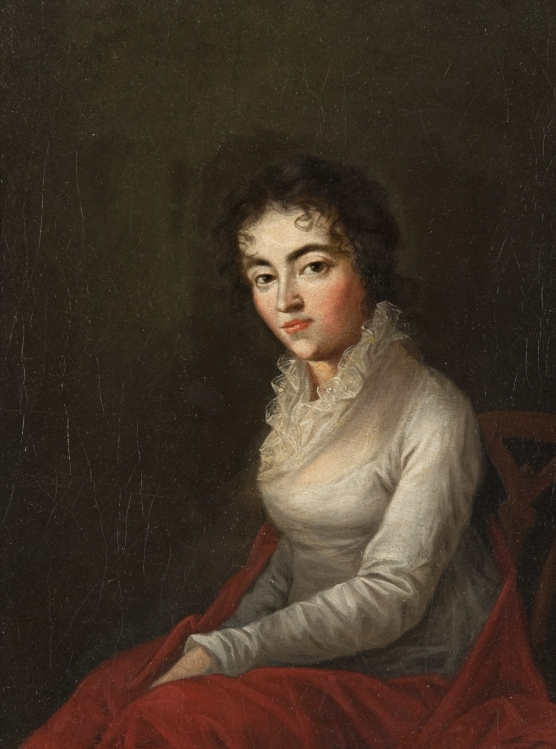
Retrato de Constanze Weber realizado por su cuñado Joseph Lange en 1782

En la época en la que sus disputas con el arzobispo Colloredo estaban en su punto más álgido, Mozart se trasladó con la familia Weber, que se habían mudado a Viena desde Mannheim. El padre, Fridolin, había fallecido y el resto de la familia acogía ahora huéspedes como medio para subsistir. Tras su fracaso sentimental con Aloysa Weber, que estaba ahora casada con el actor Joseph Lange, encontró consuelo en Constanze, la hermana menor. Pero sabía que su padre Leopold no apreciaba a esa familia puesto que, no sin razones, creía que estos (fundamentalmente la madre) querían aprovecharse del éxito de su hijo. Sin embargo, hay suficientes antecedentes de que Constanze amaba verdaderamente a Mozart y nunca compartió las maquinaciones de su madre. Como el consentimiento de su padre era fundamental para Mozart, quiso viajar a Salzburgo para presentarle formalmente a la novia, pero varios eventos postergaron el temido viaje para enfrentarse a su progenitor.
Finalmente, el 4 de agosto de 1782, sin el consentimiento paterno, Wolfgang Amadeus y Constanze se casaron en Viena. Para celebrar la unión y para calmar a su padre, Mozart compuso la inconclusa Gran misa en do menor (KV 427). Pensaba estrenarla en Salzburgo con Constanze como primera soprano solista. Solo pudo hacerlo en agosto de 1783, pero no consiguió su objetivo. Deseaba demostrar a su familia que había sabido elegir, pero Leopold y Nannerl jamás terminarían de aceptar a Constanze. En el contrato de matrimonio, Constanze «asigna a su prometido quinientos florines que [...] ha prometido aumentar después con mil florines», «para poder sobrevivir» con el total. Además, todas las adquisiciones conjuntas durante el matrimonio debían ser propiedad común de ambos. El matrimonio tuvo seis hijos: Raimund Leopold (17 de junio de 1783-19 de agosto del mismo año), Karl Thomas Mozart (21 de septiembre de 1784-31 de octubre de 1858), Johann Thomas Leopold (18 de octubre de 1786-15 de noviembre de ese año), Theresia Constanzia Adelheid Friedericke Maria Anna (27 de diciembre de 1787-29 de junio de 1788), Anna Maria (25 de diciembre de 1789, fallecida poco después de su nacimiento) y Franz Xaver Wolfgang Mozart (26 de julio de 1791-29 de julio de 1844), de los cuales solo dos sobrevivieron, Karl Thomas y Franz Xaver Wolfgang.
Durante los años 1782 y 1783 conoció profundamente la obra de Georg Friedrich Händel y Johann Sebastian Bach a través del barón Gottfried Van Swieten, un coleccionista y aficionado musical que tenía en su poder una biblioteca con gran cantidad de obras de compositores barrocos. Entre las obras que estudió se encontraban los oratorios de Händel y El clave bien temperado de Bach. Mozart asimiló los modos de composición de ambos, fusionándolo con el propio, dando a la mayoría de las obras de este período un toque contrapuntístico, apreciable en las transcripciones que hizo de algunas fugas de El clave bien temperado KV 405, las fugas para piano KV 394, KV 401 y KV 426 (esta última transcrita luego para cuerdas con el número de catálogo KV 546). Pero, sobre todo, se puede apreciar la influencia de Händel y Bach en los pasajes de fuga de La flauta mágica y el final de la Sinfonía Júpiter. El estudio de estos autores fue para Mozart tan importante que llegó a realizar arreglos para obras como El Mesías (Der Messias, KV 572) o Alexander's Feast (KV 591), ambos oratorios de Händel.
En 1783, Mozart y Constanze visitaron a la familia de este en Salzburgo. Leopold y Nannerl fueron, a lo sumo, solamente corteses con Constanze pero la visita al menos incitó la composición de una de las grandes obras litúrgicas de Mozart, la ya mencionada Gran misa en do menor (KV 427). Aunque no completada, fue estrenada en Salzburgo con Constanze cantando las partes solistas.

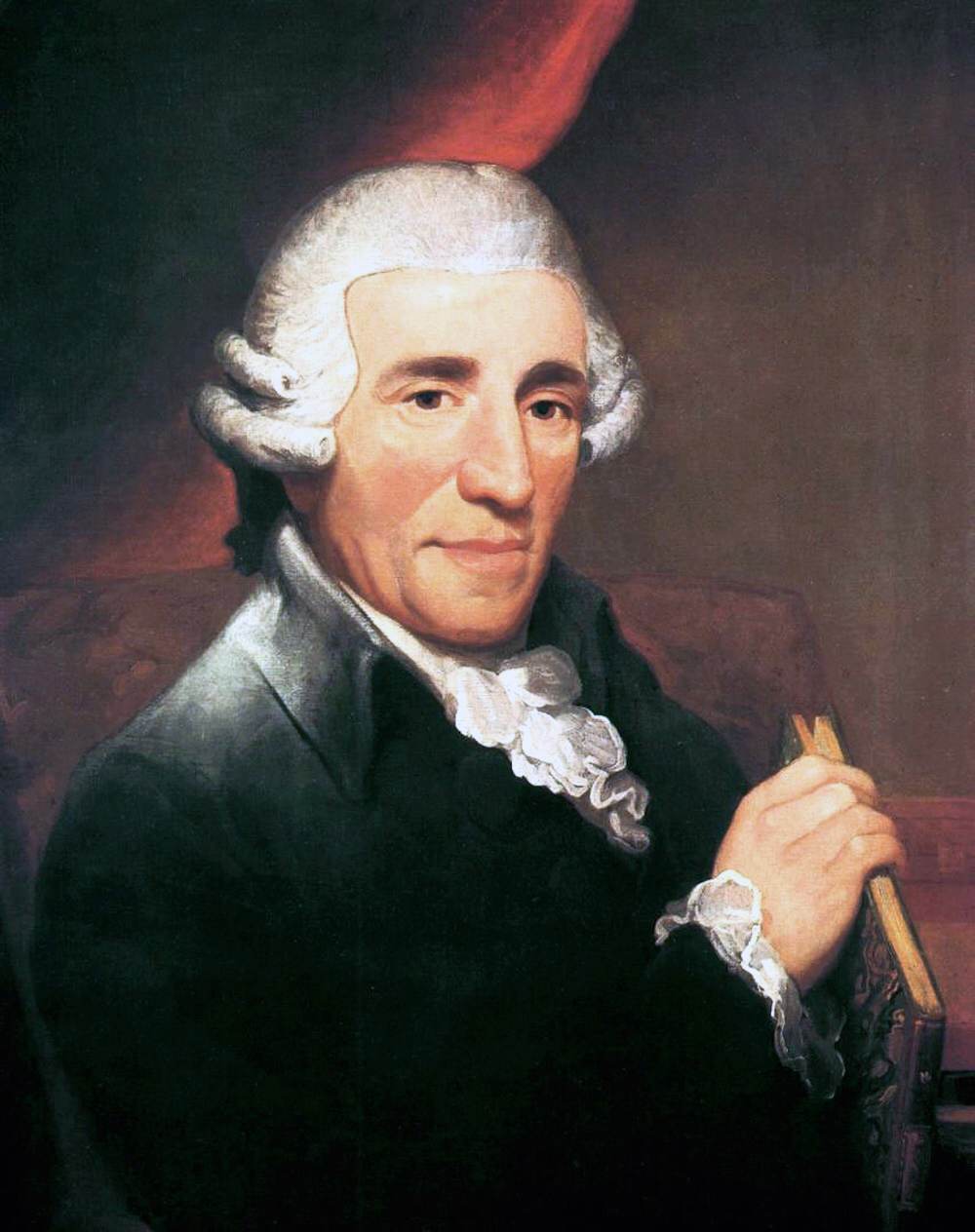
Mozart conoció a Joseph Haydn en Viena y en ocasiones interpretaban juntos en un cuarteto de cuerdas improvisado.

Mozart conoció a Joseph Haydn en Viena. Cuando Haydn visitaba la ciudad, en ocasiones interpretaban juntos en un cuarteto de cuerdas improvisado. Los seis cuartetos de Mozart dedicados a Haydn (KV 387, KV 421, KV 428, KV 458, KV 464 y KV 465) datan del período de 1782 a 1785 y suponen una respuesta cuidadosamente considerada a los Cuartetos de cuerda rusos Opus 33 que Haydn había compuesto en 1781. Al oírlos, Haydn permaneció en pie como signo de respeto hacia Mozart y, según recordó más tarde su hermana, dijo a Leopold sobre Wolfgang: «Le digo a usted ante Dios, y como un hombre honesto, que su hijo es el mayor compositor conocido por mí en persona y por reputación, tiene gusto y, además, la mayor habilidad para la composición».
Desde 1782 hasta 1785, Mozart organizó conciertos en los que realizaba interpretaciones como solista, presentando tres o cuatro nuevos conciertos para piano en cada estación. Ya que el espacio en los teatros era escaso, reservó lugares poco convencionales para realizar sus conciertos, como un cuarto grande en el Trattnerhof (un edificio de apartamentos) y el salón de baile del Mehlgrube (un restaurante), entre otros. Los conciertos eran muy populares y de los que él estrenó algunos todavía son obras básicas de su repertorio. Solomon escribe que durante este periodo Mozart creó «una conexión armoniosa entre un ejecutante-compositor impaciente y una audiencia encantada, que dieron la oportunidad de atestiguar la transformación y la perfección de un género musical principal».
Con las sustanciales ganancias de sus conciertos y otras actuaciones, el matrimonio Mozart adoptó un modo de vida más bien lujoso. Se trasladaron a un apartamento caro, con un alquiler anual de 460 florines. Mozart también compró una excelente fortepiano de Anton Walter por aproximadamente 900 florines, una mesa de billar por unos 300, envió a su hijo Karl Thomas a un internado caro y contrataron sirvientes. Por lo tanto, con este modo de vida el ahorro era imposible y el corto período de éxito financiero no hizo nada para amortiguar las dificultades que más tarde Mozart experimentaría.
El 14 de diciembre de 1784, Mozart se convirtió en francmasón y fue admitido por la logia Zur Wohltätigkeit. La francmasonería jugó un papel importante en el resto de la vida del compositor, ya que acudió a muchas reuniones, muchos de sus amigos eran masones y en varias ocasiones compuso música masónica.
Mozart anhelaba reformas sociales en el sentido de progreso pero no al punto de apoyar las reivindicaciones sociales que Pierre-Augustin de Beaumarchais defendía en la pieza original de Las bodas de Fígaro. Mozart tenía el espíritu del ideal masónico completamente opuesto al de los jacobinos. La condición de «doméstico» o «lacayo» no le parecía deshonrosa.

### Vuelta a la ópera

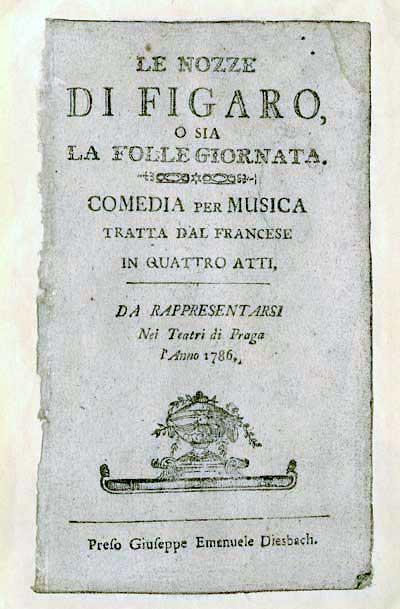
Libreto del estreno de Las bodas de Fígaro en Praga en 1786

A pesar del gran éxito obtenido con El rapto en el serrallo en 1782, Mozart compuso poca literatura operística en los siguientes cuatro años, produciendo únicamente dos obras inconclusas (L'oca del Cairo, KV 422, y Lo sposo deluso, KV 430) y la comedia en un acto Der Schauspieldirektor (KV 486). Se centró fundamentalmente en su carrera como pianista solista y como compositor de conciertos. Sin embargo, alrededor de 1785, Mozart abandonó la composición de obras para teclado y comenzó su famosa colaboración operística con el libretista Lorenzo da Ponte.
En 1786 tuvo lugar en Viena el exitoso estreno de la ópera Las bodas de Fígaro (KV 492), basada en la obra homónima de Pierre-Augustin de Beaumarchais y que no estuvo exenta de polémica debido a su contenido político. Sin embargo, Mozart y Da Ponte se las arreglaron para excluir de esta todo aquello que pudiese «poner nerviosas» a las autoridades vienesas y logró pasar la censura. La preocupación del Emperador residía en que la obra sugería la lucha de clases y en Francia ya había provocado algunos disturbios a su hermana María Antonieta. En el aria de Fígaro «Se vuol ballare» se nota parte de ese contenido que quiso minimizarse (Fígaro, con fina pero intensa ironía, entona una cavatina dirigida a su patrón el conde de Almaviva).
Su recepción en Praga más tarde en el mismo año fue aún más cálida y esto condujo a una segunda colaboración con Da Ponte: la ópera Don Giovanni (KV 527), que fue estrenada en Praga en octubre de 1787 con un rotundo éxito, al igual que sucedió en su estreno en Viena en 1788. Esta obra, que narra las aventuras de Don Juan, había sido un tema recurrente en la literatura y el teatro y, por lo tanto, Da Ponte no se basa en un texto en particular, sino que recoge información de múltiples fuentes. La ópera fue catalogada por Mozart como un dramma giocoso y su título original era Il dissoluto punito o sia Il D. Giovanni. El contenido dramático de esta obra está presente desde el comienzo, con la muerte del comendador, hasta el final y contiene algunos de los pasajes más hermosos de la obra de Mozart.
Las dos óperas se encuentran dentro de las obras más importantes de Mozart y son básicas en el repertorio operístico actual, aunque en sus estrenos su complejidad musical causara dificultades tanto para los oyentes como para los intérpretes. El padre del compositor, Leopold, no pudo ser testigo de estos acontecimientos, ya que había fallecido el 28 de mayo de 1787. Esto sumió al hijo en una gran aflicción, ya que su padre había sido su mejor consejero y amigo (hecho documentado en la numerosa correspondencia entre ambos).
En diciembre de 1787, Mozart finalmente obtuvo un puesto estable bajo el patrocinio aristocrático. El emperador José II lo designó como su «compositor de cámara» (Kammermusicus), un puesto que había quedado vacante el mes anterior tras la muerte de Christoph Willibald Gluck. Este fue un nombramiento a tiempo parcial, recibiendo únicamente 800 florines por año y que solo requirió que Mozart compusiera obras para los bailes anuales en el palacio imperial. Mozart se quejó a Constanze de que la paga era «demasiado para lo que hago, demasiado poco para lo que yo podría hacer». Sin embargo, a pesar de que este ingreso era modesto fue importante para Mozart cuando llegaron los tiempos duros. Los expedientes judiciales muestran que el objetivo del Emperador era impedir que su estimado compositor abandonara Viena en la búsqueda de mejores perspectivas.
En 1787, el joven Ludwig van Beethoven pasó dos semanas en Viena, esperando estudiar con Mozart. Los documentos existentes sobre este encuentro son contradictorios y existen al menos tres hipótesis en vigor: que Mozart oyó la interpretación de Beethoven y lo elogió, que Mozart rechazó a Beethoven como estudiante, y que nunca se llegaron a encontrar.

### Dificultades económicas

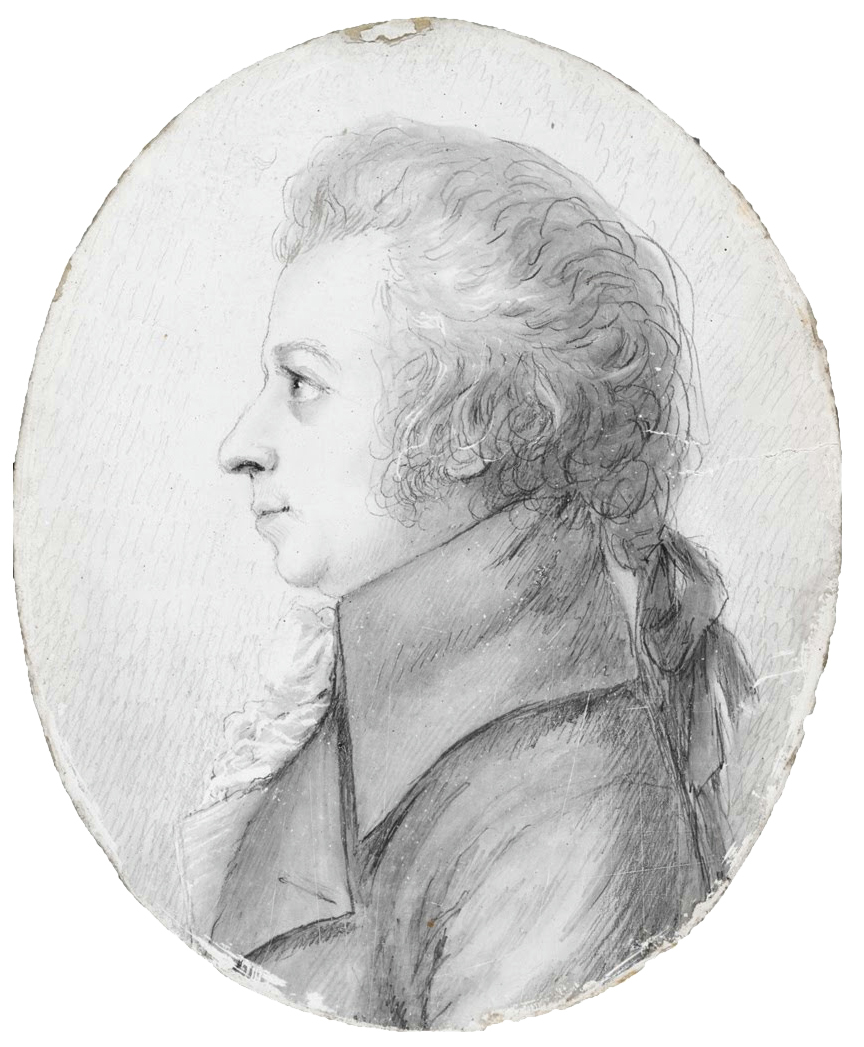
Retrato de Mozart durante su visita a Dresde en abril de 1789, por Dora Stock.

Hacia el final de la década de 1780 la situación económica de Mozart empeoró. Alrededor de 1786 dejó de aparecer frecuentemente en conciertos públicos, por lo que sus ingresos se redujeron. Esa época fue de grandes dificultades para todos los músicos de Viena a causa de la guerra entre Austria y Turquía y que el nivel de prosperidad y estatus económico de la aristocracia, que los financiaba, se había reducido.
La ciudad de Viena iría perdiendo el interés musical por Mozart debido al advenimiento de otros pianistas con una técnica mucho más aguerrida, como en el caso de Muzio Clementi, con escalas en terceras y acordes más sonoros ideales para los pianos de construcción inglesa de una sonoridad más robusta (al contrario de los de sonoridad delicada vienesa, aptos para las escalas y sutilezas del pianismo mozartiano). Sus Academias o conciertos por suscripción, que habían sido en toda su estadía en Viena una de las mejores fuentes de ingreso (además de inspiración y motivo de composición de sus conciertos para piano y orquesta a partir del n.º 11, KV 413), comenzaron a perder audiencia, por lo que ya no le reportaban beneficios económicos.
A mediados de 1788, Mozart y su familia se trasladaron desde el centro de Viena a un alojamiento más barato en el barrio periférico de Alsergrund. Mozart comenzó a pedir prestado dinero, cada vez más frecuentemente a Johann Michael Puchberg, un amigo y hermano de la misma logia masónica, documentados por una «lamentable secuencia de cartas suplicando préstamos». Maynard Solomon y otros autores han sugerido que Mozart estaba sufriendo una depresión y que parecía que ralentizaba su recuperación económica. Las principales obras de este periodo incluyen las tres últimas sinfonías (n.º 39 en mi bemol mayor, KV 543, n.º 40 en sol menor, KV 550, y n.º 41 en do mayor, KV 551 Júpiter), todas ellas de 1788, y la última de las tres óperas escritas en colaboración con Da Ponte, Così fan tutte (KV 588), estrenada en 1790.
Aproximadamente en esa época, Mozart realizó una serie de largos viajes con la esperanza de incrementar sus ingresos: a Leipzig, Dresde y Berlín en la primavera de 1789 y a Fráncfort, Mannheim y otras ciudades alemanas en 1790. Estos viajes solo produjeron éxitos aislados y no mitigaron los sufrimientos económicos de la familia.
En 1789 recibió una oferta del empresario inglés Johann Peter Salomon, quien le propuso a él y a Haydn realizar una gira de conciertos por Inglaterra. Se acordó que Haydn fuese el primero en ir, durante la temporada 1791-1792, y Mozart iría a la vuelta de este, lo que no pudo concretar por su fallecimiento.

### Último año de vida
El último año de vida de Mozart, 1791, fue, hasta su enfermedad final, un tiempo de gran productividad y, en cierto sentido, un tiempo de recuperación personal. Realizó numerosas composiciones, incluyendo algunos de sus trabajos más admirados: la ópera La flauta mágica (Die Zauberflöte, KV 620), el último concierto para piano y orquesta (n.º 27 en si bemol mayor, KV 595), el Concierto para clarinete en la mayor KV 622, el último de su gran serie de quintetos de cuerda (KV 614 en mi bemol mayor), el motete Ave verum corpus KV 618 y el inacabado Réquiem en re menor KV 626.
La situación financiera de Mozart, una fuente de ansiedad extrema en 1790, finalmente comenzó a mejorar, ya que, aunque las evidencias no sean concluyentes aparecieron patrocinadores ricos en Hungría y Ámsterdam prometiendo anualidades a Mozart a cambio de composiciones ocasionales. Probablemente también se benefició de la venta de música de baile compuesta en su papel como compositor de cámara imperial. Mozart no volvió a pedir dinero prestado a Puchberg y empezó a hacer frente al pago de sus deudas.
Experimentó una gran satisfacción por el éxito público de algunos de sus trabajos, destacando La flauta mágica (representada en numerosas ocasiones en el corto período entre su estreno y la muerte del compositor) y la Pequeña cantata masónica KV 623, estrenada el 15 de noviembre de 1791.
En marzo de 1791, Mozart ofreció en Viena uno de sus últimos conciertos públicos; tocó el concierto para piano y orquesta KV 595. Su último hijo, Franz Xaver, nació el 26 de julio.

### Enfermedad final y fallecimiento

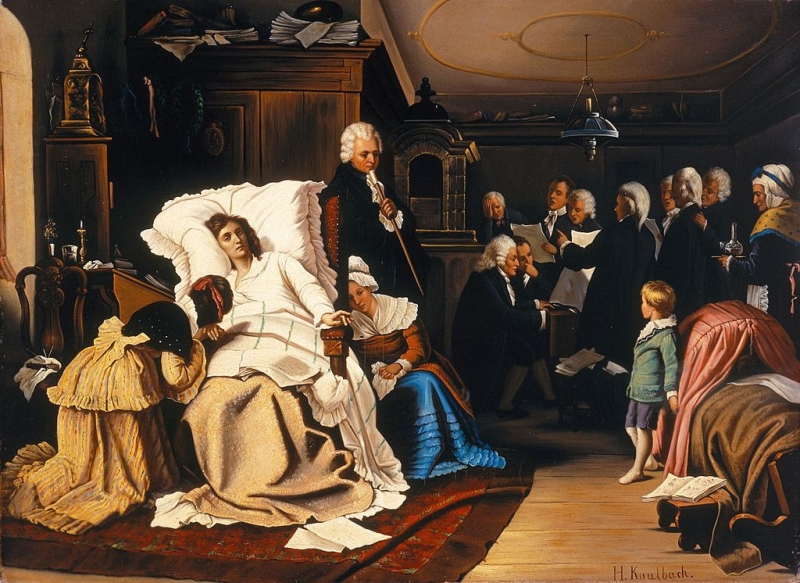
Mozarts letzte Tage (Últimos días de Mozart) de Hermann von Kaulbach (1873)

La salud del compositor empezó a declinar y su concentración disminuía. Mozart se sintió enfermo durante su estancia en Praga el 6 de septiembre durante el estreno de su ópera La clemenza di Tito (KV 621), compuesta en ese año como un encargo para los festejos de la coronación de Leopoldo II como emperador. La obra fue acogida con frialdad por el público. Al regresar a Viena, Mozart se puso a trabajar en el Réquiem y preparó, en compañía del empresario teatral y cantante Emanuel Schikaneder, los ensayos de La flauta mágica. Esta se estrenó con enorme éxito el 30 de septiembre, con el propio Mozart como director.
Por entonces Mozart escribió el Concierto en la mayor para clarinete (KV 622), compuesto para el clarinetista Anton Stadler. En octubre su salud empeoró; caminaba con su esposa por el Prater cuando de pronto se sentó en un banco y muy agitado comentó a Constanze que alguien lo había envenenado. El 20 de noviembre la enfermedad se intensificó y cayó postrado en cama, sufriendo hinchazón, dolores y vómitos.

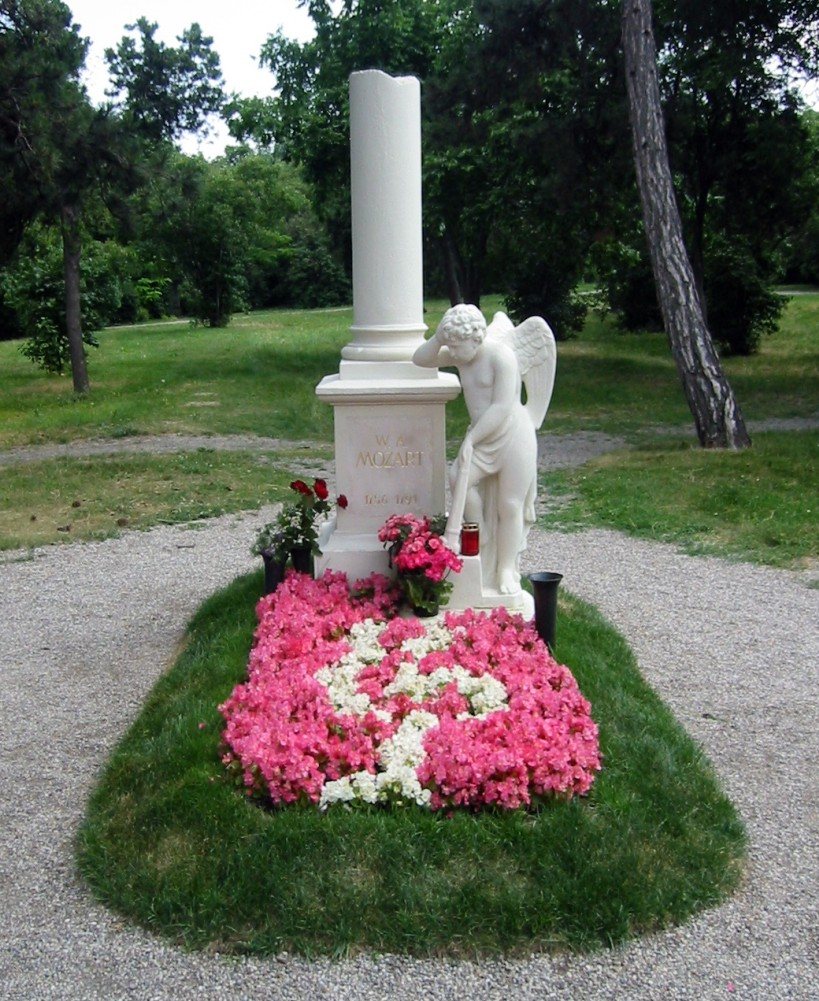
Cenotafio de Mozart en el cementerio de San Marx en Viena

Mozart recibió los cuidados de su esposa Constanze y su hermana menor Sophie durante su enfermedad final y fue atendido por el doctor Thomas Franz Closset. Es un hecho probado que estaba mentalmente ocupado en la finalización de su Réquiem. Sin embargo, las evidencias de que realmente dictara pasajes a su discípulo Franz Xaver Süssmayr son muy remotas.
El 4 de diciembre de 1791, aproximadamente a las once de la noche, llegó el doctor Closset de la ópera y ordenó que le pusieran compresas frías de agua y vinagre sobre la frente para bajarle la fiebre (a pesar de que Sophie se mostró reacia a hacerlo, puesto que pensaba que no sería bueno para el enfermo el cambio tan brusco de temperatura). Esto hizo tanto efecto en él que perdió el conocimiento y no volvió a recuperarse. Según Sophie, los últimos suspiros de Mozart fueron «como si hubiera querido, con la boca, imitar los timbales de su Réquiem».
A las doce y cincuenta y cinco minutos de la madrugada, Mozart falleció en Viena a la edad de 35 años, 10 meses y 8 días, y su funeral tuvo lugar en la Catedral de San Esteban (donde anteriormente se había casado con Constanze), el día 6 de diciembre. Fue amortajado según el ritual fúnebre masónico (manto negro con capucha).
El entierro de Mozart fue muy humilde, considerado de tercera categoría, con un coste de ocho florines con cincuenta y seis kreutzer (más un suplemento de tres florines para pagar el coche fúnebre), lo usual para miembros de la burguesía media. Fue enterrado al anochecer, siendo trasladado el féretro en coche de caballos hasta el cementerio de San Marx en Viena, en el que recibió sepultura en una tumba comunitaria simple (parecida a una fosa común). El tiempo que hacía aquella noche era suave y tranquilo, y con nieblas frecuentes, no tormentoso o ventisca como se ha pensado erróneamente. El biógrafo Otto Jahn afirmó en 1856, al entierro asistieron Antonio Salieri, Süssmayr, Gottfried Van Swieten y otros dos músicos.
La escasa afluencia de público al entierro de Mozart no reflejó su categoría como compositor, ya que los funerales y conciertos en Viena y Praga contaban con mucha afluencia. Ciertamente, en el período inmediatamente posterior a su muerte la reputación de Mozart se incrementó considerablemente: Solomon lo describe como «una ola de entusiasmo sin precedentes» por sus obras. Varios escritores redactaron biografías sobre el compositor, como Friedrich Schlichtegroll, Franz Xaver Niemetschek y Georg Nikolaus von Nissen, entre otros; y los editores compitieron para publicar las ediciones completas de sus obras.

## Hipótesis sobre su muerte
La inesperada y misteriosa muerte de Mozart ha suscitado gran interés desde el principio. En el acta de defunción oficial constaba que el compositor austriaco había fallecido a causa de una hitziges Frieselfieber («fiebre miliar aguda», refiriéndose a una erupción cutánea parecida a semillas de mijo), una descripción que no basta para identificar la causa en la medicina moderna y que es demasiado amplia e inexacta, ya que no se llevó a cabo la autopsia debido al avanzado estado de descomposición en que se encontraba el cadáver.
Se han propuesto una multitud de teorías sobre la muerte del compositor, incluyendo triquinosis, gripe, envenenamiento por mercurio y un extraño achaque en el riñón. La práctica de sangrías en los pacientes era común en la época y también se cita como un posible factor que contribuyera a su muerte. Sin embargo, la versión más ampliamente aceptada es la muerte por una fiebre reumática aguda. Es conocido que tuvo tres o incluso cuatro ataques desde su infancia y esta enfermedad es recurrente, con consecuencias incrementalmente más serias en cada ataque, como una infección descontrolada o daño en las válvulas cardiacas.

## Aspecto físico y personalidad

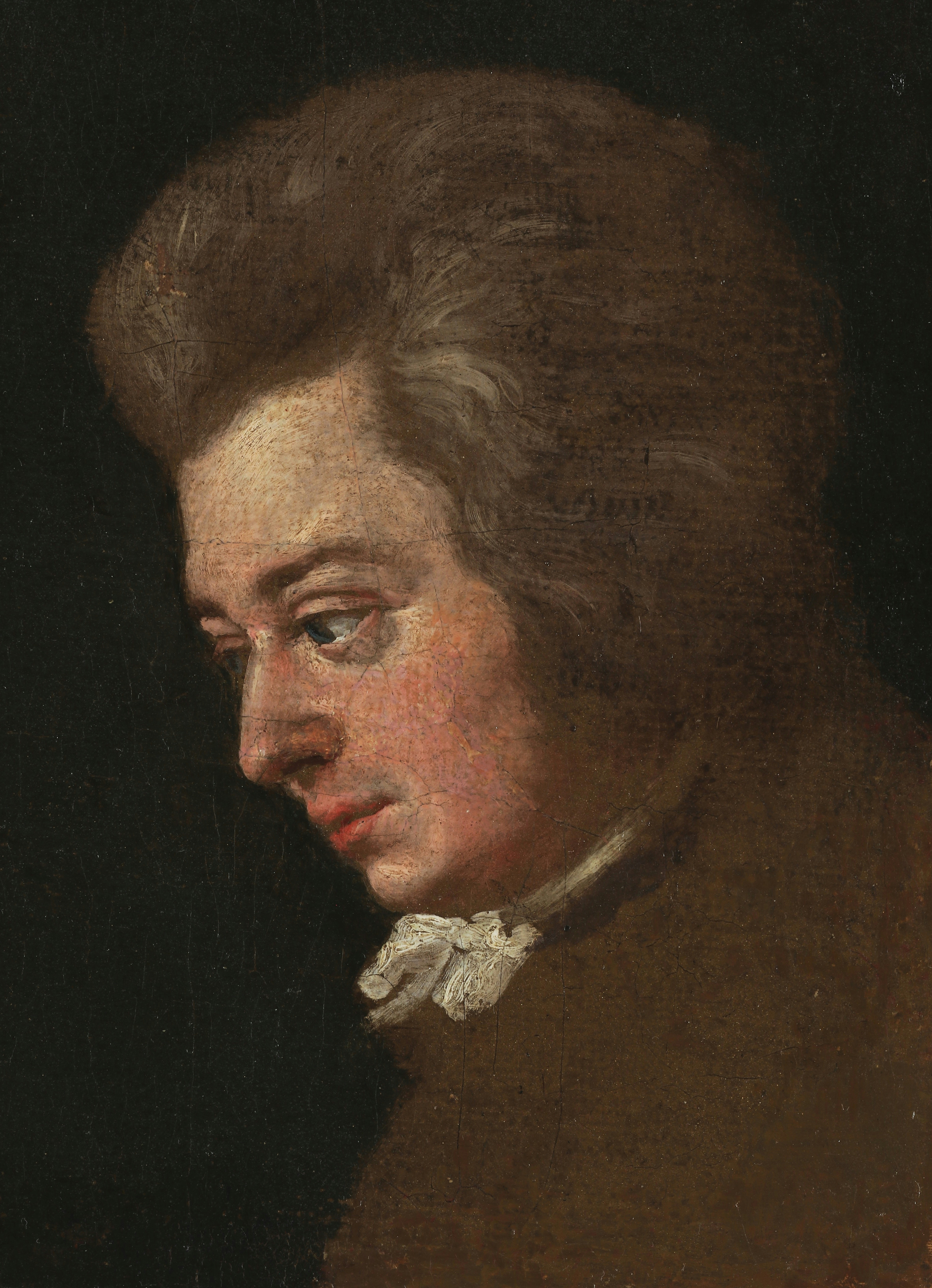
Retrato inacabado de Mozart a la edad de 26 años, realizado por su cuñado Joseph Lange en 1782. Este retrato es considerado por los historiadores como el más fiel a la imagen de Mozart.

El aspecto físico de Mozart fue descrito por el tenor Michael Kelly, en sus Reminiscencias como «un pequeño hombre notable, muy delgado y pálido, con una prominente cabellera de cabellos claros, por la que se mostraba muy vanidoso». Como escribió Franz Xaver Niemetschek, uno de sus primeros biógrafos, «no había nada especial en [su] físico. [...] Era pequeño y su semblante, excepto sus ojos grandes e intensos, no mostraba ningún signo de su genio». Su tez facial estaba picada, una secuela de la viruela que sufrió en su niñez. Le gustaba la ropa elegante; Kelly lo recordó en un ensayo de la siguiente forma: «Estaba sobre el escenario con su pelliza carmesí y su bicornio con encajes de oro, dando el tempo de la música a la orquesta». Por su lado, Constanze escribió más tarde que «era un tenor, bastante suave en la oratoria y delicado en el canto, pero cuando algo lo excitaba, o era necesario esforzarse, era tan poderoso como enérgico».
Por lo general Mozart trabajaba durante mucho tiempo y con energía, terminando composiciones a un gran ritmo debido a los ajustados plazos. A menudo hacía bosquejos y esbozos aunque, a diferencia de Ludwig van Beethoven, no se han conservado ya que Constanze los destruyó después de su muerte.
Fue criado según la moral católica y fue un miembro leal de la Iglesia en todas las etapas de su vida.
Mozart vivió en el centro del mundo musical vienés y conocía a un gran número y variedad de gente: compañeros músicos, intérpretes teatrales, amigos que como él se habían mudado desde Salzburgo y muchos aristócratas, incluyendo algún conocido del emperador José II. Solomon considera que sus tres amigos más cercanos pudieron haber sido Gottfried Janequin, el conde August Hatzfeld y Sigmund Barisani. Muchos otros incluyeron entre sus amistades a su viejo colega Joseph Haydn, los cantantes Franz Xaver Gerl y Benedikt Schack y el trompista Joseph Leutgeb. Leutgeb y Mozart mantuvieron un curioso tipo de burlas amistosas, a menudo con Leutgeb siendo el objeto de las bromas pesadas de Mozart.
Disfrutaba jugando al billar y el baile y tenía varios animales domésticos: un canario, un estornino, un perro y también un caballo para equitación lúdica. En particular en su juventud, Mozart tenía una asombrosa inclinación hacia el humor escatológico (no tan insólito en su tiempo), que se aprecia en muchas de sus cartas que han sobrevivido, especialmente aquellas escritas a su prima Maria Anna Thekla Mozart alrededor de 1777-1778, pero también en su correspondencia con su hermana Nannerl y sus padres. Mozart incluso escribió música escatológica, como el canon Leck mich im Arsch KV 231 (literalmente «Lámeme el culo», a veces idiomáticamente traducido como «Bésame el culo» o «Atáscate»).

## Obra

### Estilo y valoración musicales
Mozart aparece hoy como uno de los más grandes genios musicales de la historia. Fue excelente fortepianista, organista, violinista y director, destacaba por sus improvisaciones, que solía realizar en sus conciertos y recitales.
La música de Mozart, al igual que la de Joseph Haydn, es presentada como un ejemplo arquetípico del estilo clásico. En la época en la que comenzó a componer, el estilo dominante en la música europea era el estilo galante, una reacción contra la complejidad sumamente desarrollada de la música del Barroco. Pero cada vez más, y en gran parte en las manos del propio Mozart, las complejidades del contrapunto del Barroco tardío surgieron una vez más, moderado y disciplinado por nuevas formas y adaptado a un nuevo entorno estético y social. Mozart fue un compositor versátil y compuso obras para cada uno de los géneros musicales principales para la época, incluyendo la sinfonía, la ópera, el concierto para solistas y la música de cámara. Dentro de este último género, realizó composiciones para diversas agrupaciones de instrumentos, incluyendo el cuarteto y el quinteto de cuerda y la sonata para piano. Estas formas no eran nuevas, pero Mozart realizó avances en la sofisticación técnica y el alcance emocional de todas ellas. Casi sin ayuda de nadie desarrolló y popularizó el concierto para piano clásico. Compuso numerosas obras de música religiosa, incluyendo una gran cantidad de misas; pero también muchas danzas, divertimentos, serenatas y otras formas musicales ligeras de entretenimiento. También compuso para cualquier tipo de instrumento.
Los rasgos centrales del estilo clásico están todos presentes en la música de Mozart. La claridad, el equilibrio y la transparencia son los sellos de su trabajo, pero cualquier noción simplista de su delicadeza enmascara el poder excepcional de sus obras maestras más finas, como el Concierto para piano n.º 24 en do menor KV 491, la Sinfonía n.º 40 en sol menor KV 550 y la ópera bufa Don Giovanni. Charles Rosen hace hincapié en este punto:

Es sólo por el reconocimiento de la violencia y la sensualidad en el centro de la obra de Mozart por lo que podemos encaminarnos hacia una comprensión de sus estructuras y hacernos una idea de su magnificencia. De un modo paradójico, la caracterización superficial de la Sinfonía en sol menor de Schumann puede ayudarnos a ver al demonio de Mozart más regularmente. En todas las expresiones supremas de sufrimiento y terror de Mozart, hay algo terriblemente voluptuoso.

Sobre todo durante su última década, Mozart explotó la armonía cromática hasta un extremo inusitado, con una notable seguridad y un gran efecto artístico.

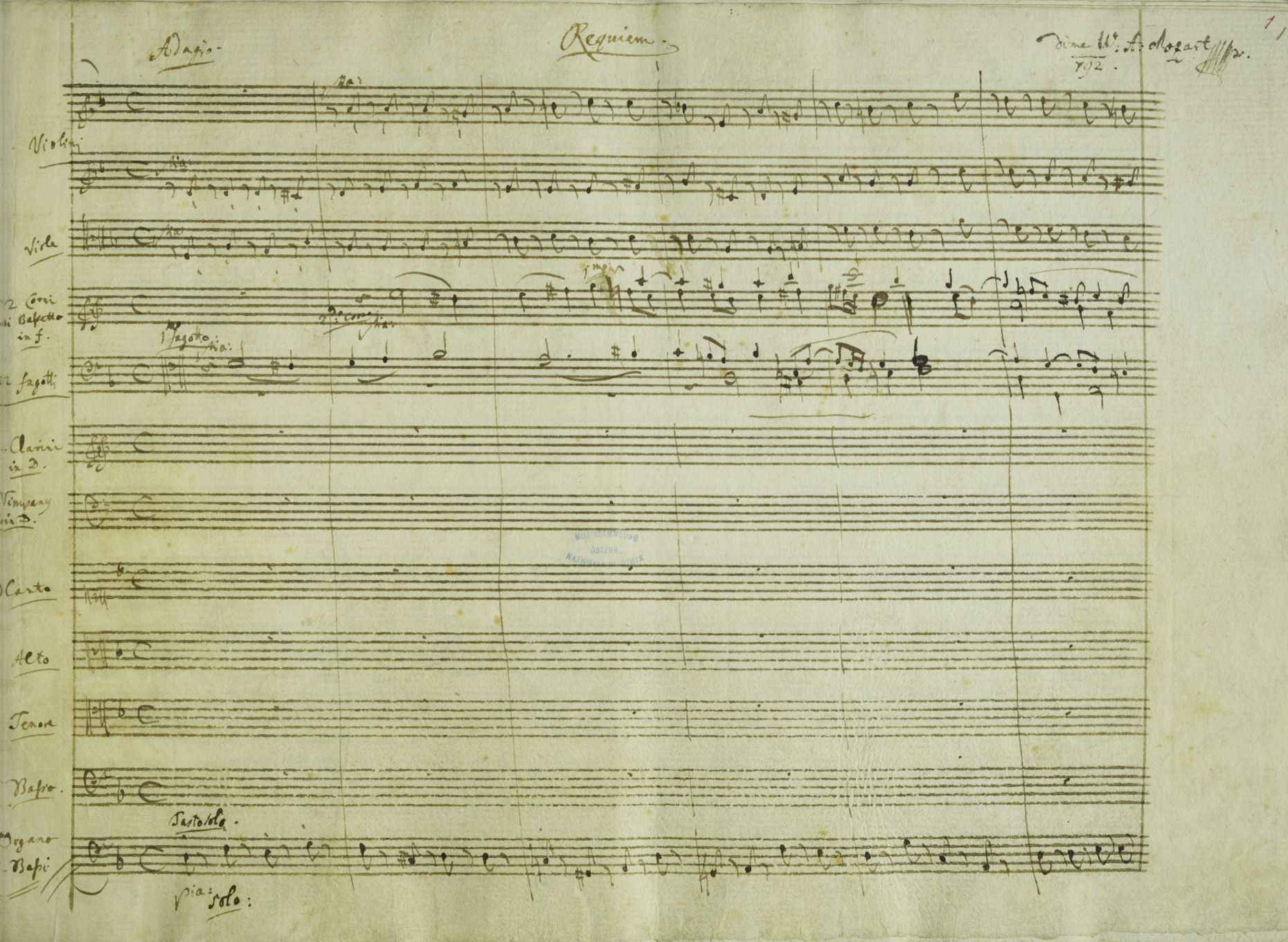
Una sección de una página del manuscrito del Réquiem de Mozart, KV 626. (1791), mostrando el encabezamiento de Mozart en el primer movimiento. Austrian National Library, Codex 17561a, folio 1 (recto).

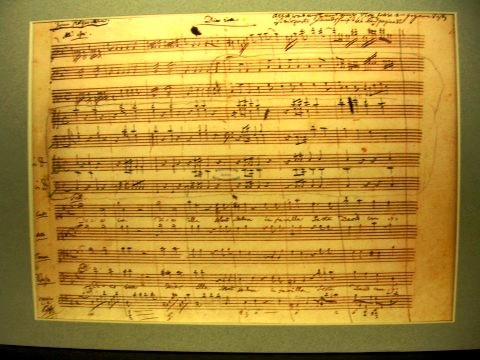
Una hoja de partitura del movimiento Dies Irae de la misa del Réquiem en re menor (K.626), escrita a mano por Mozart. Mozarthaus, Viena.

Mozart siempre tuvo un don para absorber y adaptar los rasgos más valiosos de la música de otros compositores. Sus viajes seguramente le ayudaron a forjarse un lenguaje compositivo único. En Londres siendo niño, tuvo lugar un encuentro con Johann Christian Bach y escuchó su música. En París, Mannheim y Viena encontró muchas otras influencias compositivas, así como las capacidades de vanguardia de la orquesta de Mannheim. En Italia conoció la obertura italiana y la ópera bufa, las cuales afectaron profundamente en la evolución de su propia práctica. Tanto en Londres como Italia, el estilo galante estaba en auge: música simple, brillante con una predilección por la cadencia; un énfasis en la tónica, dominante y subdominante y la exclusión de otro tipo de acordes, frases simétricas y particiones claramente articuladas en la forma total de los movimientos. Algunas de las primeras sinfonías de Mozart son oberturas italianas, con tres movimientos que penetran unos en otros; muchas son homotonales (cada movimiento en la misma armadura de clave, con el movimiento más lento en el tono relativo menor). Otras obras imitan a las de Bach y otras muestran las simples formas binarias redondeadas escritas habitualmente por los compositores vieneses.
A medida que Mozart fue madurando, fue incorporando a sus composiciones más rasgos adaptados del Barroco. Por ejemplo, la Sinfonía n.º 29 en la mayor KV 201 tiene un tema principal de contrapunto en su primer movimiento y experimenta con longitudes de frase irregulares. Algunos de sus cuartetos a partir de 1773 tienen finales de fuga: probablemente bajo la influencia de Haydn, que había incluido tres finales en esa forma en su Opus 20 que había publicado por esa época. La influencia del movimiento Sturm und Drang (Tempestad e ímpetu) en la música, con su presagio de la llegada de la era romántica, es evidente en la música de ambos compositores en esa época y la Sinfonía n.º 25 en sol menor KV 183 de Mozart es otro buen ejemplo de ello.
Mozart a veces cambiaría su foco de interés entre la ópera y la música instrumental. Compuso óperas en cada uno de los estilos predominantes: la ópera bufa, como Las bodas de Fígaro, Don Giovanni y Così fan tutte; la ópera seria, como Idomeneo y La clemencia de Tito; y el singspiel, como El rapto en el serrallo y La flauta mágica. En sus óperas posteriores empleó cambios sutiles en la instrumentación, la textura orquestal y el timbre, para aportar una mayor profundidad emocional y destacar los movimientos dramáticos. Algunos de sus avances en el género operístico y la composición instrumental son: su empleo cada vez más sofisticado de la orquesta en las sinfonías y conciertos, que influyó en su orquestación operística y el desarrollo de su sutileza en la utilización de la orquesta al efecto psicológico en sus óperas, que fue un cambio reflejado en sus composiciones posteriores no operísticas.

### Composiciones
La obra de Mozart fue catalogada por Ludwig von Köchel en 1862, en un catálogo que comprende 626 opus codificados con un número del 1 al 626 precedido por el sufijo KV.
La producción sinfónica e instrumental de Mozart consta de: 41 sinfonías, entre las que destacan la n.º 25 en sol menor, KV 183 (1773), la Sinfonía n.º 31, en re mayor, KV 297, París (1778), la n.º 35, en re mayor, KV 385, Haffner (1782); la n.º 36, en do mayor, KV 425, Linz (1783); la n.º 38, en re mayor, KV 504, Praga (1786); y las tres últimas (la n.º 39, en mi ♭ mayor, KV 543; la n.º 40, en sol menor, KV 550; y la n.º 41, en do mayor, KV 551, Júpiter), compuestas en 1788; varios conciertos (27 para piano, 5 para violín y varios para otros instrumentos); 18 sonatas para piano, 36 para piano y violín y para otros instrumentos, que constituyen piezas clave de la música mozartiana; música de cámara (dúos, tríos, cuartetos y quintetos); adagios, 61 divertimentos, serenatas, marchas.
Mozart empezó a escribir su primera sinfonía en 1764, cuando tenía 8 años de edad. Esta obra está influida por la música italiana, al igual que todas las sinfonías que compuso hasta mediados de la década de 1770, época en que alcanzó la plena madurez estilística. El ciclo sinfónico de Mozart concluye con una trilogía de obras maestras formado por las sinfonías n.º 39 en mi ♭ mayor, n.º 40 en sol menor y n.º 41 en do mayor, compuestas en 1788.
Con respecto a su producción operística (22 óperas), después de algunas obras «menores», sus grandes títulos llegaron a partir de 1781: Idomeneo rey de Creta (1781); El rapto en el serrallo (1782), la primera gran ópera cómica alemana; Las bodas de Fígaro (1786), Don Giovanni (1787) y Così fan tutte (1790), escritas las tres últimas en italiano con libretos de Lorenzo da Ponte; La flauta mágica (1791), en la que se reflejan los ritos e ideales masónicos, y La clemencia de Tito (1791).
El grueso de la música religiosa que escribió forma parte del periodo salzburgués, del que hay una gran cantidad de misas, como la Misa de Coronación, KV 317, 17 sonatas da chiesa y otras piezas para los diversos oficios de la Iglesia católica. En el período vienés disminuye su producción sacra. Sin embargo, las pocas obras de carácter religioso de este periodo son claros ejemplos de la madurez del estilo mozartiano. Compuso la Misa en do menor KV 427 (la cual quedó inconclusa, al igual que el Réquiem), el motete Ave verum corpus KV 618 y el Réquiem en re menor, KV 626.

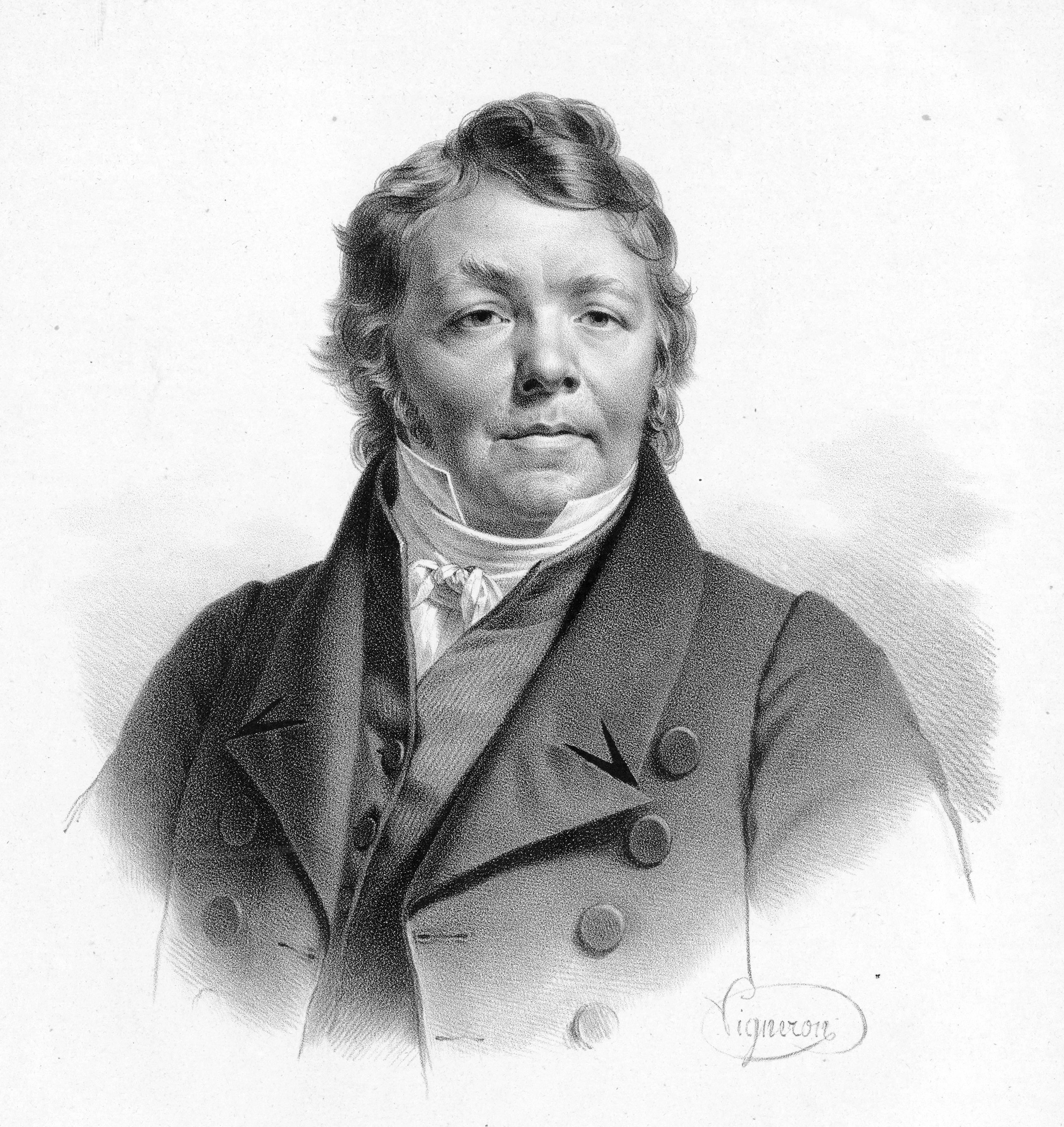
Johann Nepomuk Hummel fue probablemente el discípulo más conocido de Mozart y una figura de transición entre el Clasicismo y el Romanticismo.

También escribió bellísimas canciones, tales como Abendempfindung an Laura KV 523, entre otras. Compuso numerosas arias de concierto de gran calidad, muchas de las cuales fueron usadas en óperas de otros compositores a modo de encargo. De sus arias de concierto se pueden destacar, por su calidad y encanto: Popoli di Tessaglia...Io non chiedo, eterni dei KV 316, Vorrei spiegarvi, oh Dio! KV 418, ambas para soprano, o Per pietà KV 420, para tenor.
A principios de 2012 fue descubierta la obra Allegro Molto, de 84 compases y tres minutos de duración, en un desván del Tirol. Se estima que la obra fue compuesta en 1767.

### Instrumentos
Aunque algunas de las primeras piezas de Mozart fueron escritas para clavecín, en sus primeros años también se familiarizó con los pianos fabricados por el constructor de Ratisbona Franz Jakob Späth. Más tarde, cuando Mozart estaba de visita en Augsburgo, quedó impresionado por los pianos Stein y compartió esto en una carta a su padre. El 22 de octubre de 1777, Mozart había estrenado su Concierto para piano triple (K.242) con instrumentos proporcionados por Stein. El organista de la catedral de Augsburgo, Demmler, estaba tocando la primera parte, Mozart la segunda y Stein la tercera. En 1783, cuando vivía en Viena, compró un instrumento de Walter. Leopold Mozart confirmó el vínculo que Mozart tenía con su Walter fortepiano: «Es imposible describir el ajetreo y el bullicio. El piano de su hermano se ha trasladado al menos doce veces de su casa al teatro o a la casa de otra persona».  

## Influencia y legado
El discípulo más conocido de Mozart fue probablemente Johann Nepomuk Hummel, a quien Mozart tomó bajo tutela en su casa de Viena durante dos años cuando era un niño. Fue una figura de transición entre el Clasicismo y el Romanticismo.
Más importante es la influencia que Mozart ejerció sobre los compositores de generaciones posteriores. Después del aumento en su reputación después de su muerte, el estudio de sus partituras ha sido una parte común de la educación de los músicos clásicos.
Ludwig van Beethoven, catorce años más joven que Mozart, valoró y estuvo profundamente influido por las obras de este, al que conoció cuando era un adolescente. Tal y como se piensa, Beethoven interpretó en la orquesta de la corte de Bonn las óperas de Mozart y viajó a Viena en 1787 para estudiar con Mozart. Algunas obras de Beethoven son comparables directamente con las obras de Mozart y compuso cadencias (WoO 58) del Concierto para piano n.º 20 en re menor KV 466 de Mozart.
Varios compositores han rendido homenaje a Mozart componiendo conjuntos de variaciones sobre sus temas. Beethoven escribió cuatro conjuntos (Op. 66, WoO 28, WoO 40 y WoO 46). Otros ejemplos son las Variaciones para piano y orquesta Op. 2 de Frédéric Chopin sobre «Là ci darem la mano» de Don Giovanni (1827) y las Variaciones y fuga sobre un tema de Mozart de Max Reger (1914), basado en la Sonata para piano n.º 11 KV 331. Piotr Ilich Chaikovski compuso su Suite orquestal n.º 4 en sol, llamada «Mozartiana» (1887), como un tributo al compositor salzburgués. Existe un Vals del compositor Josef Lanner sobre temas de óperas de Mozart, llamado «Die Mozartisten» («Los Mozartistas», op. 196).

### Mozart en la cultura popular

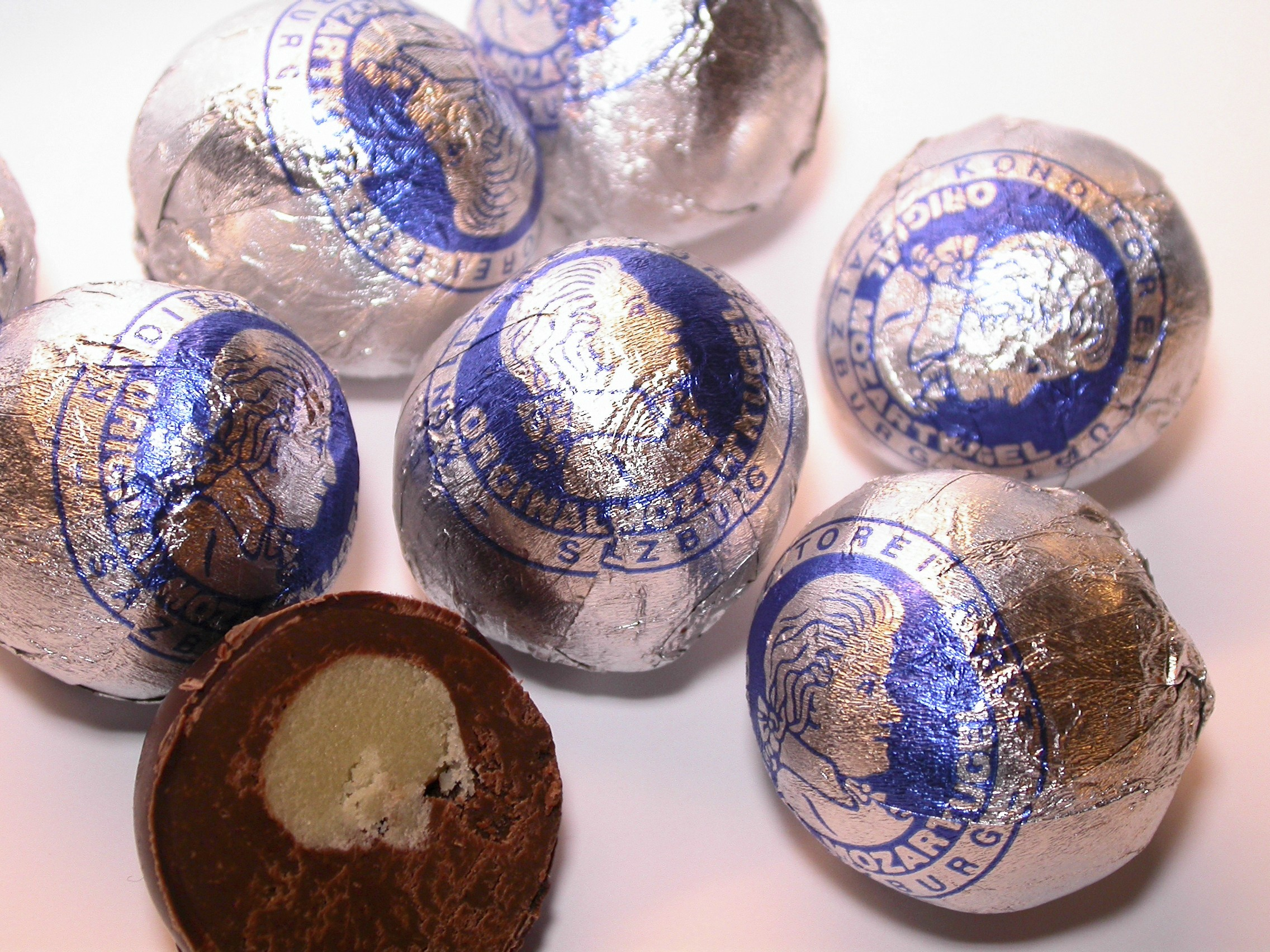
Mozartkugeln originales

Dado que Wolfgang Amadeus Mozart tuvo una vida dramática en muchos sentidos, incluyendo su extraordinaria carrera como niño prodigio, sus luchas para alcanzar la independencia personal y desarrollar su carrera, sus problemas financieros y su muerte algo misteriosa mientras intentaba terminar su Réquiem, numerosos artistas han encontrado en Mozart una fuente de inspiración para sus obras. Tales trabajos han incluido novelas, óperas, películas —entre las que destaca Amadeus de Miloš Forman— y juegos. También se ha usado su imagen en la acuñación de monedas o en la emisión de sellos postales, en muchos casos con motivo de los aniversarios de su nacimiento o fallecimiento.

El asteroide (1034) Mozartia, descubierto el 7 de septiembre de 1924 por Vladímir Aleksándrovich Albitski, y el piedemonte de hielo Mozart, en la isla Alejandro I de la Antártida, reciben su nombre en su honor. Además, el nunatak Fígaro, situado cerca de este, toma su nombre del personaje Fígaro de su ópera de Las bodas de Fígaro.